# اسپانیا
اِسپانیا (به اسپانیایی: España) با نام رسمی پادشاهی اسپانیا (اسپانیایی و گالیسی: Reino de España; باسکی: Espainiako Erresuma; اکسیتان: Reialme d'Espanha; کاتالونیایی: Regne d'Espanya) کشور فراقاره‌ای در شبه‌جزیره ایبری واقع در اروپای غربی و عضو اتحادیه اروپا است. سرزمین اصلی اسپانیا از جنوب و شرق با دریای مدیترانه و تنگه جبل‌الطارق، از شمال و شمال شرق با فرانسه، آندورا و خلیج بیسکی و از غرب و شمال غرب با پرتغال و اقیانوس اطلس هم‌مرز است. مرز اسپانیا با پرتغال «به طول ۱٬۲۱۴ کیلومتر» طولانی‌ترین مرز یکپارچه در اتحادیه اروپا است.
زبان رسمی مردم اسپانیا، اسپانیایی است. اسپانیایی، زبان ۴۸۳ میلیون نفر نیز شناخته می‌شود و تعداد کل سخنوران این زبان به ۵۷۰ میلیون نفر می‌رسد.
قلمروی اسپانیا افزون بر سرزمین اصلی شامل جزایر بالئاری در دریای مدیترانه، جزایر قناری در سواحل آفریقایی اقیانوس اطلس، دو شهر خودمختار سئوتا و ملیلیه در شمال آفریقا، هم‌مرز با کشور مراکش و چندین , جزیره مسکونی و غیرمسکونی دیگر از جمله آلبوران، چافاریناس، آلوزماس و ولز د لا گومرا است. با مساحت ۵۰۵٬۹۹۰ کیلومتر مربع، اسپانیا کمی بزرگ‌تر از ترکمنستان و از لحاظ بزرگی دومین کشور بزرگ اروپای غربی و پنجمین کشور بزرگ اروپاست.
انسان خردمند نخستین بار در حدود ۳۵٬۰۰۰ سال پیش قدم به شبه‌جزیره ایبریا گذاشت. در حدود ۲۰۰ سال پیش از میلاد، این منطقه تحت فرمان حکومت روم قرار گرفت و هیسپانیا نامیده می‌شد. هیسپانیا در قرون وسطی توسط قبایل ژرمن و پس از آن توسط موروها تصرف شد. در قرن پانزدهم پس از ازدواج‌های بین حکومتی فرمانروایان کاتولیک و اتحاد این حکومت‌ها و همچنین سقوط کامل آندلس و بازپس‌گیری آن از دست موروهای مسلمان، در سال ۱۴۹۲ اسپانیا به شکل کشوری یکپارچه پدیدار شد. در اوایل دوران جدید، اسپانیا به یک امپراتوری پر قدرت جهانی تبدیل شد و اسپانیایی‌ها به عنوان یکی از نخستین فاتحان دنیای جدید به قاره آمریکا وارد و در آن‌جا ساکن شدند. بیش از پانصد میلیون نفر اسپانیایی‌زبانِ ساکن در آمریکا، میراثی است که اسپانیایی‌ها در این قاره بر جای گذاشتند.
اسپانیای امروزی کشوری دموکراتیک و دارای حکومتی پارلمانی تحت قانون اساسی پادشاهی است. اسپانیا یک کشور توسعه‌یافته و پانزدهمین اقتصاد بزرگ دنیا از نظر تولید ناخالص داخلی می‌باشد. این کشور همچنین دارای سطح بالای استاندارد زندگی است. اسپانیا در سازمان ملل متحد، ناتو، سازمان تجارت جهانی، سازمان همکاری اقتصادی و توسعه و اتحادیه اروپا عضو است.

## نام
ریشهٔ نام رومی هیسپانیا، که نام کنونی اسپانیا از این واژه گرفته شده، نامشخص است. هیسپانیا شاید از گویش شاعرانه واژه زبان یونانی هیسپریا گرفته شده باشد که به معنای «سرزمین غرب» یا «سرزمین غروب خورشید» است.
هیسپانیا ممکن است از واژه پونیکی ای-شپانیا به معنای «جزیره خرگوش‌ها»، «سرزمین خرگوش‌ها» یا «لبه»، که به یاد آورنده موقعیت اسپانیا در لبه اروپا می‌باشد، گرفته شده باشد؛ سکه‌های کشف شده در اسپانیا از دوره هادریان نیز تصویر زنی همراه یک خرگوش را نشان می‌دهد. به گفته برخی هیسپانیا از واژه باسکی ازپانا به معنای «لبه» یا «مرز» گرفته شده است که موقعیت جغرافیایی اسپانیا را در لبه یا مرز قاره اروپا متذکر می‌شود.
پژوهشگر و تاریخ‌نگار دوره رنسانس آنتونیو دی نبریخا معتقد است هیسپانیا از واژه ایبریایی هیسپالیس به معنای «شهر دنیای باختری» گفته شده است. خسوس لوییز کونخیلوس معتقد است نام اسپانیا از واژه اسپن که از اسپای که واژه‌ای است به زبان فنیقی به معنای «ذوب و شکل‌دهی فلز» گرفته شده است و «ای-سپن-یا» نیز به معنای «سرزمین ذوب و شکل‌دهی فلزات» است.

## تاریخ
قدیمی‌ترین ساکنان شبه‌جزیره ایبریا، تشکیل‌دهندگان تمدن‌های ایبری، باسکی و سلتی بوده‌اند. در حدود ۲۰۰ سال پیش از میلاد این منطقه تحت فرمان جمهوری روم قرار گرفت و در اوایل قرون وسطی ویزیگوت‌ها، ایبریا را تصرف کردند. پس از ویزیگوت‌ها، ایبریا توسط سپاهیان خلافت اموی فتح شد. حکمرانی موروهای مسلمان از ۷۱۱ تا ۱۴۹۲ به طول انجامید. پس از آن حکومت‌های کوچک مسیحی به تدریج و طی چند قرن زمام امور را در ایبریا به دست گرفتند. آخرین بقایای مورها در همان سالی که کریستوف کلمب به قاره آمریکا رسید، سقوط کردند. امپراتوری جهانی اسپانیا با تبدیل این کشور به قدرتمندترین کشور اروپا و ابرقدرت جهان آغاز شد و برای یک و نیم قرن ادامه یافت.
جنگ‌های پی در پی و ادامه‌دار و وجود مشکلات فراوان در نهایت باعث زوال و اضمحلال امپراتوری شد. حمله ناپلئون به اسپانیا منجر به هرج‌ومرج شد و جنبش‌های استقلال‌طلب و جدایی‌خواه را که در سراسر امپراتوری پراکنده بودند، بیدار کرد و باعث بی‌ثباتی سیاسی شد. پیش از جنگ جهانی دوم، جنگ داخلی ویرانگر اسپانیا به وقوع پیوست و پس از آن کشور تحت فرمان حکومتی استبدادی ژنرال فرانکو قرار گرفت. در نهایت دموکراسی در قالب پادشاهی مشروطه حاکم شد. بعدها اسپانیا به اتحادیه اروپا پیوست و دوره رنسانس فرهنگی و رشد باثبات اقتصادی را تجربه کرد.

### زمان پیش از تاریخ

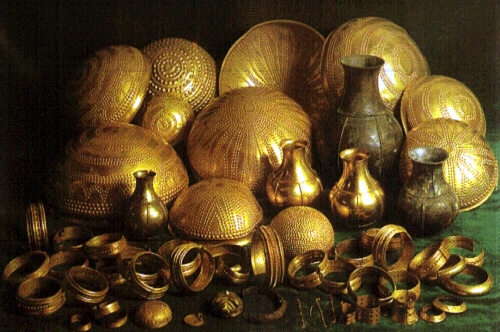
گنجینه ویلنا (فرهنگ آرگاری) یکی از بزرگ‌ترین اندوخته‌های باستانی طلا مربوط به عصر برنز در اروپا

پژوهش‌های باستان‌شناسی در کوه‌های آتاپوئرکا نشان می‌دهد که شبه‌جزیره ایبریا ۱٫۲ میلیون سال پیش محل زندگی انسان‌سانان بوده است. ۳۵٬۰۰۰ سال پیش، انسان نخستین‌بار از شمال به این سرزمین قدم نهاد. شناخته‌شده‌ترین اثر این انسان‌های پیش از تاریخ نقاشی‌های معروف غار آلتامیرا در منطقه کانتاباریا در شمال ایبریا است که در حدود ۳۵٬۶۰۰ تا ۱۳٬۵۰۰ سال پیش از میلاد توسط انسان‌های کرومانیون یا شاید نئاندرتالها کشیده شده‌اند. از شواهد باستان‌شناسی و ژنتیکی بر می‌آید که ایبریا پناهگاهی برای ساکنان شمال پس از آخرین عصر یخبندان بوده است.
ساکنان تاریخی ایبریا، ایبریایی‌ها و سلت‌ها بودند. ایبریایی‌ها در کرانه‌های مدیترانه از شمال شرق تا جنوب شرق ساکن بودند. سلت‌ها در کرانه‌های اطلس از شمال غرب تا جنوب غرب و در شمال و مرکز (سلتیبریان‌ها) شبه‌جزیره زندگی می‌کردند. باسکی‌ها نیز مناطق غربی کوه‌های پیرنه را اشغال کردند.
در جنوب ایبریا شهری نیمه افسانه‌ای به نام تارتسوس پدیدار شد (۱۱۰۰ سال پیش از میلاد) که طبق نگاشته‌های استرابون و کتاب سلیمان تجارتِ وسایل ساخته شده از طلا و نقره را با فنیقی‌ها و یونانی‌ها انجام می‌داده است. بین سال‌های ۸۰۰ تا ۳۰۰ پیش از میلاد فنیقی‌ها و یونانیان تجارتخانه‌هایی را در طول سواحل مدیترانه ایجاد کردند. کارتاژها نیز مدت کوتاهی کنترل بیشتر کناره‌ها مدیترانه‌ای ایبریا را در دست گرفتند تا این که در جنگ‌های پونیک از رومی‌ها شکست خوردند.

### امپراتوری روم و پادشاهی گوتیک

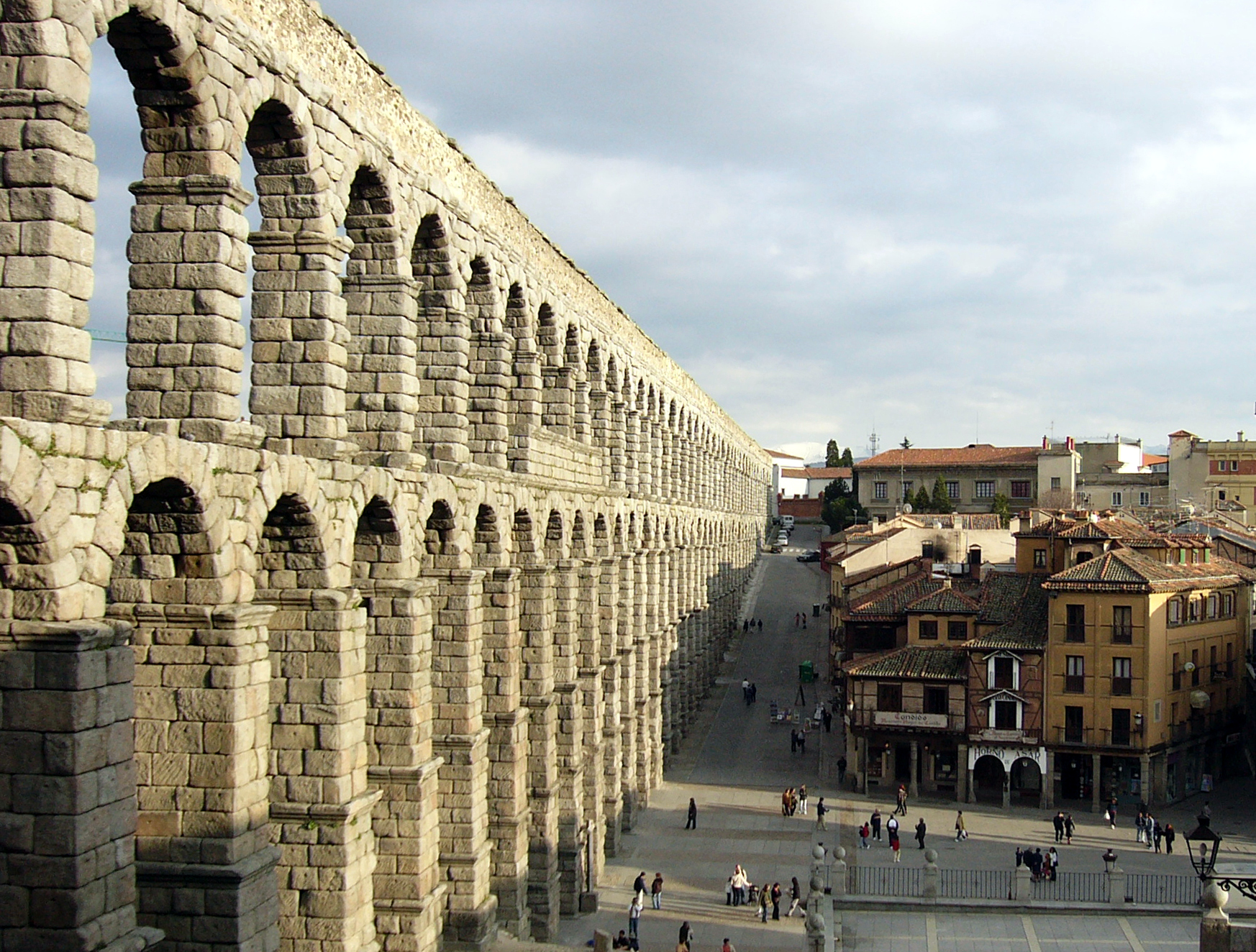
آب‌گذر سگوبیا مربوط به دوره روم.

در طی دومین جنگ پونیک، امپراتوری روم کلنی‌های تجاری کارتاژی‌ها را در کرانه‌های مدیترانه میان سال‌های ۲۱۰ تا ۲۰۵ پیش از میلاد تصرف کرد. اشغال کامل ایبریا دو قرن به درازا انجامید و رومی‌ها به مدت شش سده مهار این شبه‌جزیره را در دست داشتند. 

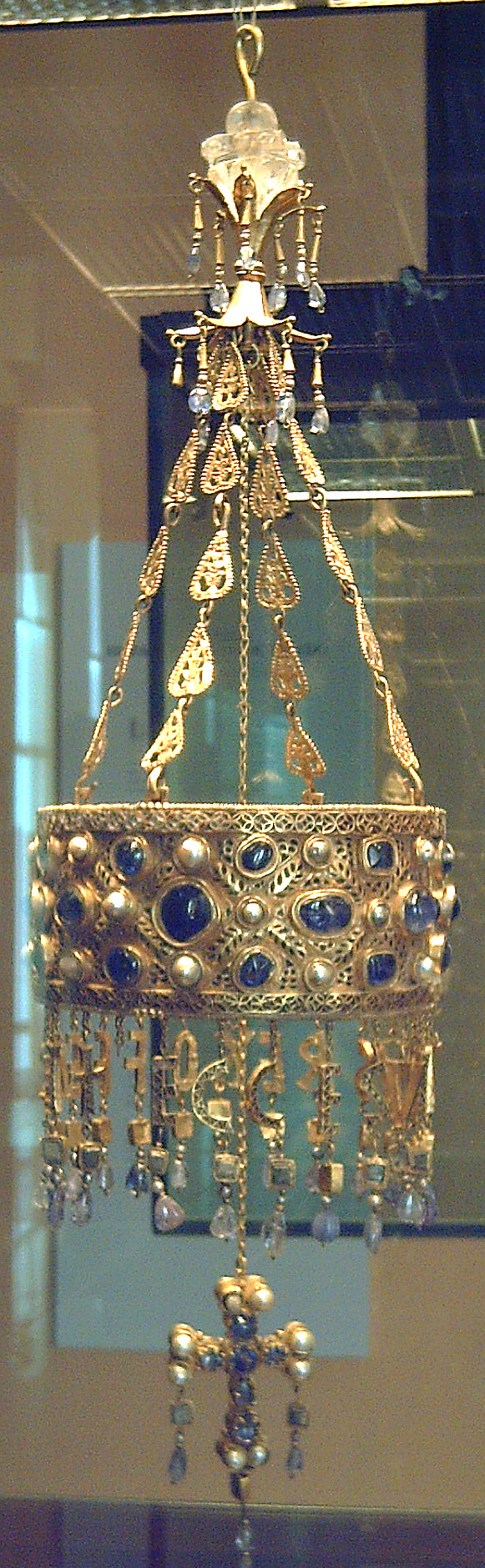
تاج یکی از پادشاهان گوتیک (۶۵۳–۶۷۲)

 استیلای روم با زبان، قانون و جاده رومی تکمیل شد.
فرهنگ باشندگان سلتی و ایبریایی رفته‌رفته رومی شد. رهبران محلی در طبقه اشرافی روم پذیرفته شدند. هیسپانیا نقش یک انبار غله و غذا را برای بازار روم ایفا می‌کرد و لنگرگاه‌های آن محل صادرات طلا، پشم، روغن زیتون و شراب بود. کشاورزی با ابداع طرح‌های آبیاری جدید گسترش یافت به‌طوری که حتی برخی از آن‌ها امروزه نیز مورد استفاده قرار می‌گیرند. هادریانوس، تراژان و تئودئوس اول از امپراتورهای روم، زاده هیسپانیا بودند و همچنین سنکا، فیلسوف بزرگ پیش از میلاد، اهل این منطقه بود. مسیحیت در سده نخست پس از میلاد وارد این سرزمین شد و در سده دوم فراگیر شد. بیشتر بنیان‌های زبانی و مذهبی و قوانین اسپانیای امروزی ریشه در این دوره دارد.
اضمحلال فرمان‌رانی امپراتوری روم در هیسپانیا از سال ۴۰۹ آغاز شد. هنگامی که سوئبی‌های ژرمن، و وندال‌ها به همراه الان‌های سرمتی از رود راین گذشتند و سرزمین گل را غارت کردند و مردم آنجا را به ایبریا راندند. سوئبی‌ها کشوری را در شمال ایبریا جایی که امروزه گالیسیا و شمال پرتغال را فرا می‌گیرد، بنیان نهادند. با سقوط رومی‌ها بنیان‌های اقتصادی و اجتماعی نیز سقوط کرد و ویران شد؛ اما حکومت‌های جایگزین، بسیاری از قوانین و رسوم امپراتوری پیشین را حفظ کردند، مانند مسیحیت.
گروه‌هایی از قبایل وندال به نام هاسدینگی نیز حکومتی را در گالیسیا بنیان نهادند. دیگر قبیله وندال به نام اسلینگی نیز منطقه‌ای در جنوب را اشغال کردند که تاکنون نام آن‌ها یعنی واندالوسیا یا واژه امروزی آن اندلس بر آن مانده است.

### ایبریای اسلامی
در سدهٔ هشتم میلادی تقریباً همه شبه‌جزیره ایبری توسط موروهای مسلمان که از شمال آفریقا آمده بودند، فتح شد. (۷۱۱–۷۱۸) این فتوحات بخشی از کشورگشایی‌های خلیفه اموی بود. تنها بخش کوچکی در نواحی کوهستانی شمال غرب شبه‌جزیره در برابر هجوم مسلمانان دست به مقاومت زد.
طبق قوانین اسلامی، مسیحیان و یهودیان به عنوان اقلیت مذهبی شناخته شدند و به مسیحیان و یهودیان اجازه داده شد تا به عنوان اهل کتاب رسوم دینی خود بپردازند اما آن‌ها باید مالیات ویژه‌ای را می‌پرداختند و نسبت به مسلمانان از حقوق اجتماعی پایینتری برخوردار بودند.
گرایش به اسلام کم‌کم‌رو به فزونی گذاشت. اعتقاد بر این است که تا پایان قرن دهم مولدون‌ها (مسلمانان ایبریایی) بیشتر جمعیت این شبه‌جزیره را تشکیل می‌دادند.
جامعه اسلامی در شبه‌جزیره ایبری خود متنوع و دچار تنش‌های اجتماعی بود. بربرهای اهل شمال آفریقا که هسته اصلی ارتش خلیفه در اندلس را تشکیل می‌دادند، با رهبران عرب در خاورمیانه به مشکل برخوردند و به ستیز و منازعه پرداختند. با گذشت زمان جوامع موروی مسلمان در مناطق مختلف به ویژه در دره رودخانه گوادالکیویر (وادی‌الکبیر)، دشت‌های ساحلی والنسیا، دره رودخانه ایبرو و مناطق کوهستانی گرانادا بر پا شدند.
کوردوبا، پایتخت خلیفه، بزرگ‌ترین و ثروتمندترین شهر اروپای غربی بود. بازرگانی و فرهنگ مدیترانه‌ای شکوفا شد. مسلمانان یک سنت فکری غنی را از خاورمیانه و شمال آفریقا وارد کردند. دانشمندان و پژوهشگران مسلمان و یهودی نقش مهمی در احیا و گسترش آموزش کلاسیک یونانی در اروپای غربی ایفا کردند. فرهنگ رومی شبه‌جزیره ایبری با فرهنگ اسلامی و یهودی درآمیخت و فرهنگ ممتازی را در منطقه ایجاد کرد. بیرون شهرها بیشتر جمعیت را در خود جای داده بود. نظام زمینداری رومی در دوران اسلامی تقریباً دست نخورده باقی ماند.
در قرن یازدهم، تشکیل امارت‌های جداگانه ملوک‌الطوایفی رقیب در بین مسلمانان به دولت‌های کوچک مسیحی اجازه داد تا قلمرو خود را گسترش دهند. با ورود فرقه‌های اسلامی موحدون و مرابطان از شمال آفریقا و وضع قوانین سختگیرانه اسلامی، یکپارچگی به جامعه مسلمانان بازگشت. اتحاد دوباره کشور اسلامی تا حدود یک قرن پابرجا ماند.
در سال ۱۴۶۹ م. دو مملکت مسیحی پادشاهی کاستیا و پادشاهی آراگون با وصلت فرمانروایان کاتولیک ایزابلای یکم کاستیا و فرناندوی دوم، پادشاه آراگون متحد شدند. گسترش دامنه‌های تحت سلطه مسیحیان با تکمیل تصرف جزایر قناری توسط کاستیا در سال ۱۴۷۸ م. ادامه یافت، و بعد از آن نیز با امضای کاپیتولاسیون تحویل گرانادا در ۱۴۹۲ م. توسط ملک ابوعبدالله محمد دوازدهم، که طبق آن پادشاهان کاتولیک ایزابلا و فردیناند موظف به رعایت ساکنان گرانادا به حفظ دینشان شدند. با تحویل گرانادا آخرین هسته سلطه اسلامی در شبه‌جزیرهٔ ایبری پس از ۷۸۱ سال از میان رفت. در همان سال، کریستف کلمب با سرمایه‌گذاری ملکه ایزابلا کاشف جهان نو شد و باز در همان سال، فرمانروایان کاتولیک، به ساکنان یهودی دستور به ترک مذهب و گرایش به مسیحیت یا اخراجشان از اسپانیا بعد از حضور دو هزار ساله‌شان دادند. مدتی پس از اخراج یهودیان، مسلمانان نیز مجبور به ترک مذهب یا خروج از اسپانیا شدند. برای تعقیب انحرافات از مذهب کاتولیک و تقیهٔ یهودیان و مسلمانان، ملکه ایزابلا از سال ۱۴۸۰ م. دادگاه انگیزیسیون را تأسیس کرده بود. روند تمرکز قدرت در شبه‌جزیره با تصرف ناوارا توسط شاه فرنادو در سال ۱۵۱۲ ادامه یافت، که این امر باعث شکل‌گیری مرزهای اصلی اسپانیای کنونی شد.

### امپراتوری اسپانیا
اتحاد دو پادشاهی آراگون و کاستیا به واسطه ازدواج ملکه کاستیا و پادشاه آراگون پایه‌های امپراتوری اسپانیا و اسپانیای امروزی را استوار کرد؛ گرچه هر یک از ممالک پادشاهی به عنوان یک کشور جداگانه با سیاست، قانون، واحد پول و زبان جداگانه باقی ماند. اسپانیا در سده شانزدهم و بیشتر سده هفدهم قدرت برتر اروپا بود. این موقعیت با ثروت حاصل از بازرگانی و مستعمرات تقویت شد. قدرت و شکوه امپراتوری در دوره دو تن از پادشاهان دودمان هابسبورگ، کارلوس یکم (بین ۱۵۱۶ تا ۱۵۵۶ میلادی) و فلیپه دوم (بین ۱۵۵۶ تا ۱۵۹۸ میلادی)، به اوج خود رسید. در این دوره حوادث مهم تاریخی همچون جنگ‌های ایتالیا، شورش اهالی کاستیا علیه کارلوس یکم، انقلاب هلند، شورش مورها در گرانادا، جنگ با امپراتوری عثمانی، جنگ با انگلستان و جنگ با فرانسه به وقوع پیوست.
امپراتوری اسپانیا با تصرف بخش بزرگی از قاره آمریکا، جزایر اقیانوسیه، مناطقی از ایتالیا، شهرهایی در شمال آفریقا و همچنین بخش‌هایی که امروزه فرانسه، آلمان، بلژیک، لوکزامبورگ و هلند را تشکیل می‌دهد، بسیار بزرگ شد. اسپانیا نخستین امپراتوری بود که به «امپراتوری بی‌غروب» ملقب شد.

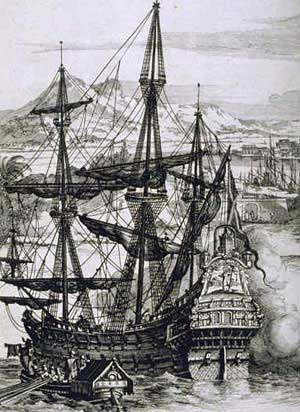
یک کشتی بادبانی اسپانیایی در سده هفدهم

سده‌های شانزدهم و هفدهم عصر کاوش بود. سفرهای اکتشافی دریایی و زمینی مسیرهای بازرگانی جدیدی را بین اقیانوس‌ها گشود و دوره استعمار اروپایی‌ها را آغاز کرد. کاشفان اسپانیایی در کنار فلزات گران‌بها، ادویه، لوازم تجملی و محصولات جدید کشاورزی، دانش و اطلاعات ارزشمندی را از دنیاهای جدید به همراه خود می‌آوردند و نقش محوری در افزایش دانش اروپایی‌ها از جهان ایفا کردند. از شکوفایی فرهنگی آن دوره امروزه با عنوان عصر طلایی اسپانیا یاد می‌شود. اوج‌گیری انسان‌گرایی، اصلاح‌طلبی پروتستانی و اکتشاف‌های جدید جغرافیایی منجر به شکل‌گیری جنبش بانفوذ روشن‌فکری به نام مکتب سالامانکا شد.
در اواخر سده شانزدهم و نیمه نخست سده هفدهم، اسپانیا با چالش‌های سختی از همه جوانب روبرو بود. دزدان دریایی بربر زیر سایه امپراتوری در حال اوج‌گیری عثمانی، جریان عادی زندگی را در بسیاری از مناطق ساحلی اسپانیا مختل می‌کردند و این به منزله احیای خطر حمله مسلمانان بود. این جریانات در حالی به وقوع می‌پیوست که اسپانیا اغلب در حال جنگ با فرانسه بود.
جنبش اصلاحات پروتستانی و تفرقه در کلیسای کاتولیک کشور و امپراتوری را هر چه بیشتر در باتلاق جنگ‌های مذهبی فرو برد و در نتیجه امپراتوری مجبور بود تا نظامی‌گری را در سراسر اروپا و مدیترانه گسترش دهد.
سده شانزدهم و زمانی که امپراتوری در اوج قدرت بود، افسانه سیاه یا تبلیغات ضد اسپانیایی توسط مبلغانی از قدرت‌های رقیب اروپایی به خصوص هلند و انگلستان پروتستان رواج یافت. مبلغان ضد وضعیت اخلاقی امپراتوری و اسپانیایی‌ها تبلیغ می‌کردند. تبلیغات آن‌ها در مورد میزان تفتیش عقاید و همچنین چگونگی رفتار اسپانیایی‌ها با بومیان آمریکا، غیر کاتولیک‌ها و یهودیان بیشتر اغراق‌آمیز و گاهی دروغ بود.

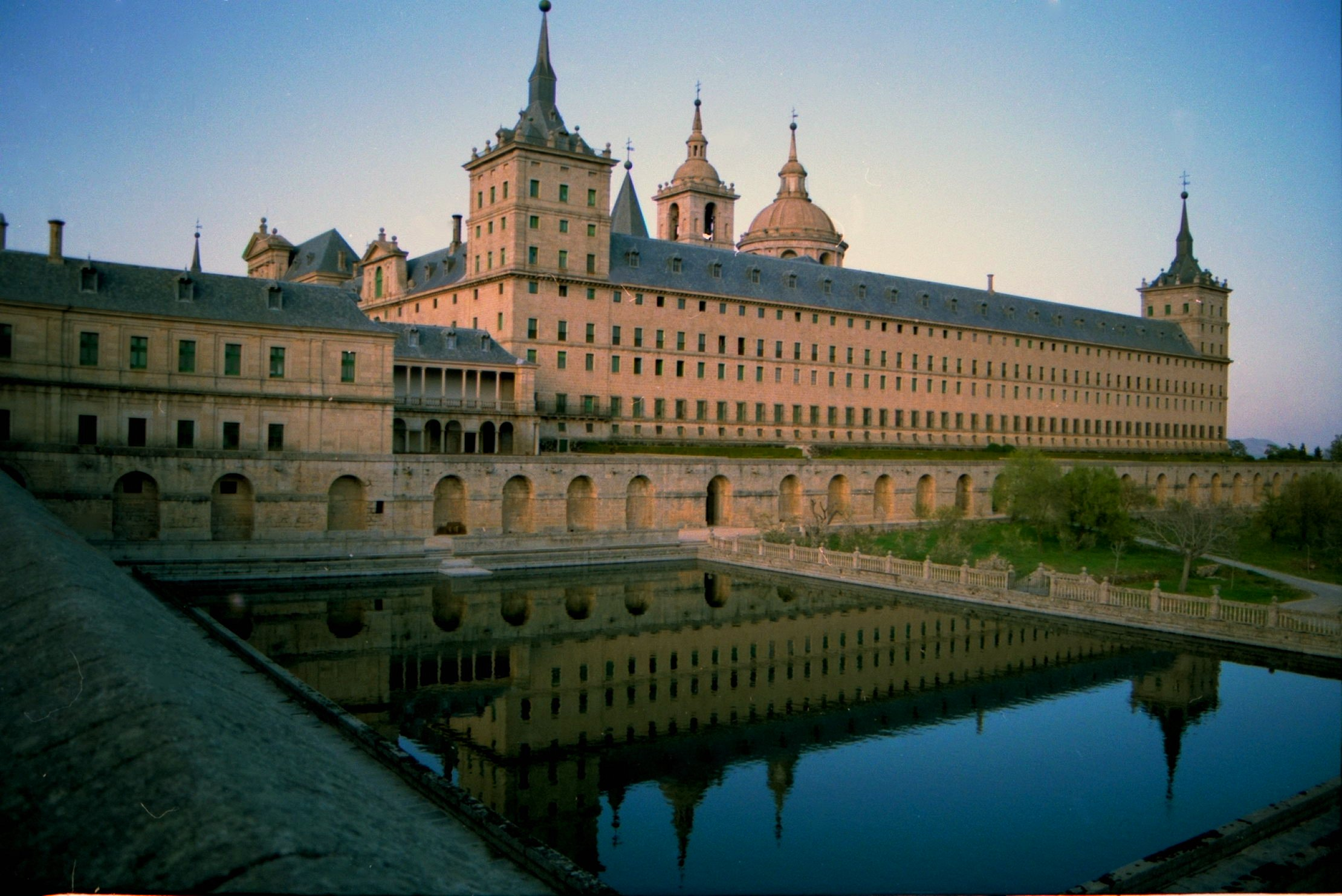
بنای تاریخی ال اسکوریال در مرکز اسپانیا

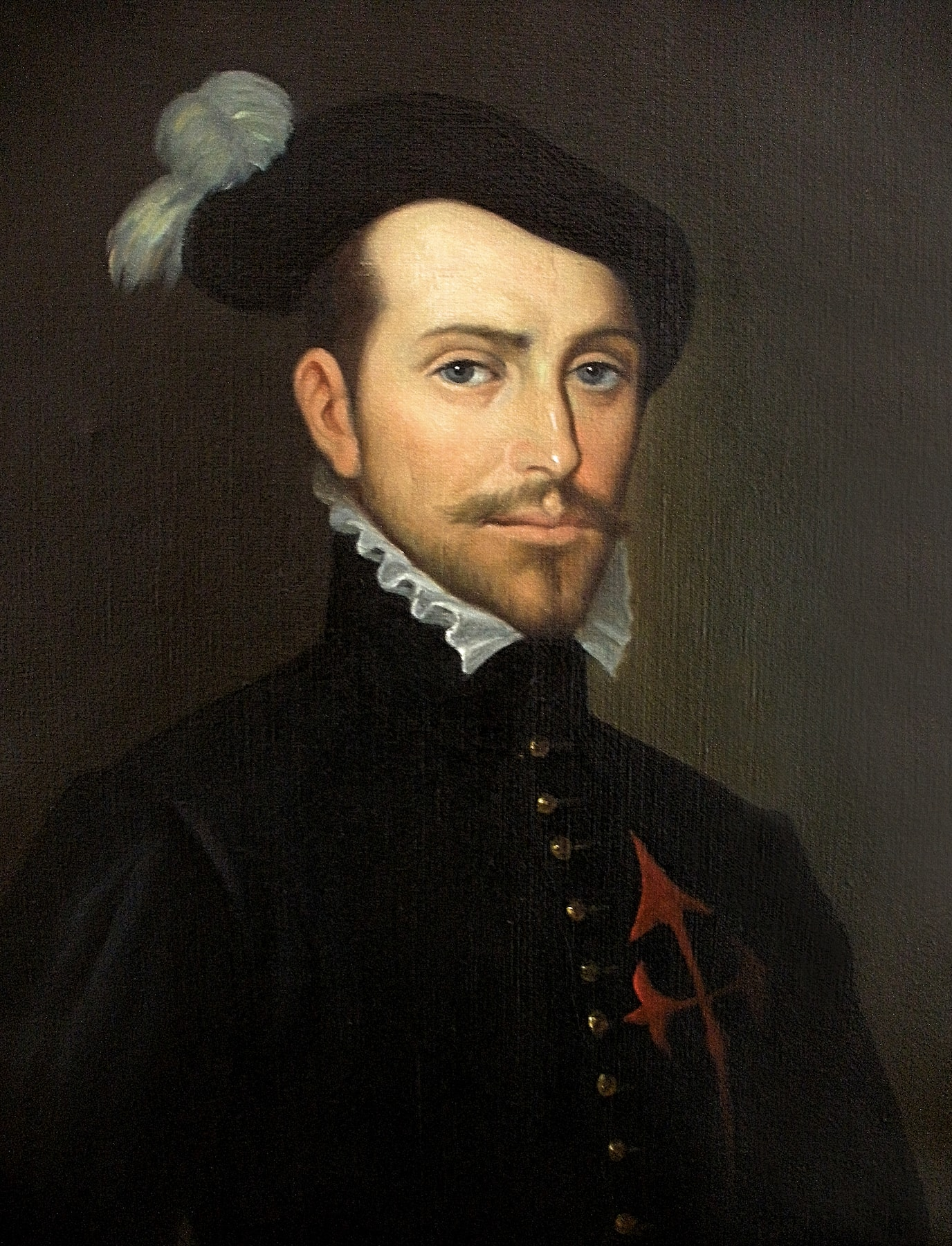
هرنان کورتس، کنکیستادور (اکتشاف‌گر) و فرماندار اسپانیای نو

میانه سده هفدهم و در حالی که بیماری و جنگ اروپا را فرا گرفته بود، هابسبورگ‌های اسپانیایی قاره را در دام جنگ‌ها و اختلافات مذهبی سیاسی انداختند. این درگیری‌ها اقتصاد را از پایه ویران کرد و باعث جنگ‌های استقلال‌خواهانه شد. با وجود این امپراتوری در برابر این جریانات جدایی‌خواه مقاومت می‌کرد اما در نهایت مجبور شد تا جدایی پرتغال و هلند را به رسمیت بشناسد. این وضعیت منجر به جنگ سی‌ساله در اروپا شد. در نیمه دوم سده هفدهم اسپانیا وارد یک سیر نزولی نسبی شد و بخش‌هایی از قلمرو خود در فرانسه و هلند را از دست داد. با این حال کشورگشایی اسپانیایی‌ها در قاره‌های دیگر ادامه داشت و این روند تا سده نوزدهم ادامه پیدا کرد.
سیر نزولی اسپانیا در سال‌های آغازین سده هجدهم با افزایش رقابت و ستیز بر سر تخت سلطنت به اوج خود رسید و جنگ‌های جانشینی اسپانیا به وقوع پیوست. جنگ‌های جانشینی اسپانیا درگیری‌های گسترده بین‌المللی بود که با زد و خوردهای داخلی درآمیخته بود. پادشاهی اسپانیا تاوان سنگینی به سبب این جنگ‌ها پرداخت و قلمروی اروپایی خود و جایگاه ابرقدرتی در این قاره را دست داد. در پی این جنگ دودمان جدیدی با رگ و ریشه فرانسوی قدرت را در اسپانیا به دست گرفتند. کشور واقعی اسپانیا زمانی تشکیل شد که نخستین پادشاه بوربون، فیلیپ پنجم پادشاهی‌های کاستیل و آراگون را با هم یکپارچه کرد و بسیاری از قوانین و مقررات محلی قدیمی را برانداخت.
سده هجدهم وضعیت امپراتوری کم‌کم بهبود یافت. خاندان جدید حاکم یعنی دودمان بوربون نظام جدید مدرنیزه کردن دولت و اقتصاد را پیاده کرد. جنبش‌های روشنگری در میان برخی از نخبگان دربار و خاندان پادشاهی رسوخ نمود. کمک‌های نظامی به شورشیان در مستعمرات بریتانیا در جنگ انقلاب آمریکا وجه بین‌المللی اسپانیا را بهبود بخشید.

### حکمرانی ناپلئون، خیزشها و سرنگونی امپراتوری ناپلئون
در سال ۱۷۹۳ م. اسپانیا وارد جنگی علیه انقلابیان فرانسوی شد. اسپانیا در میدان نبرد شکست خورد و در سال ۱۷۹۵ م. صلح با فرانسه برقرار شد. در سال ۱۸۰۷ م. طی یک پیمان‌نامه مخفی بین اسپانیا و ناپلئون بناپارت اسپانیا به پرتغال و بریتانیا اعلان جنگ داد. سربازان ناپلئون برای جنگ با پرتغال وارد اسپانیا شدند و تمام استحکامات نظامی را تصرف کردند. پادشاه اسپانیا به نفع برادر ناپلئون ژوزف بناپارت استعفا داد. اسپانیایی‌ها به ژوزف ناپلئون به عنوان پادشاه دست نشانده نگاه می‌کردند.
خیزش ۲ مه ۱۸۰۸ یکی از چندین قیام علیه رژیم ناپلئونی در اسپانیا بود. این شورش‌ها نقطه آغاز جنگ شبه‌جزیره علیه رژیم ناپلئون بود. ناپلئون مجبور شد شخصاً دخالت کند. او چندین ارتش اسپانیایی را شکست داد و انگلیسی‌ها را مجبور به عقب‌نشینی کرد. گرچه اقدامات نظامی بیشتر از سوی نیروهای اسپانیایی، انگلیسی و پرتغالی و تهاجم مرگبار ناپلئون به روسیه منجر به خروج ارتش امپراتوری فرانسه از اسپانیا و بازگشت فردیناند هفتم شد. در خلال جنگ یک سازمان انقلابی به نام «کادیز کورتس» برای هماهنگ‌سازی مبارزات علیه رژیم ناپلئونی و آماده‌سازی یک قانون اساسی شکل گرفت. اعضای این سازمان از تمام اسپانیا بودند. در سال ۱۸۱۲ م. یک قانون اساسی تدوین شد اما پس از سرنگونی رژیم بناپارتی فردیناند هفتم پارلمان کورتس تدوینگر قانون اساسی را ملغی و حکومت پادشاهی مطلقه اعلام کرد. این رخدادها نقطه آغاز درگیری‌های سال‌های بعد بین لیبرال‌ها و محافظه‌کاران بود.
جنگ‌های دوران ناپلئون باعث بی‌ثباتی و تفرقه سیاسی و همچنین نابودی اقتصاد اسپانیا شد. در بین این ناآرامی‌ها جنگ‌های استقلال‌خواهانه در مستعمرات اسپانیا در قاره آمریکا به وقوع پیوست و به استقلال مستعمرات سابق اسپانیا در قاره آمریکا انجامید. شاه فردیناند هفتم کوشید تا حرکات استقلال‌خواهانه را سرکوب کند اما نه‌تنها با مخالفت‌ها در مستعمرات روبرو شد که در داخل اسپانیا نیز افسران لیبرال دست به شورش زدند. تا پایان سال ۱۸۲۶ م. از تمام مستعمرات اسپانیا در قاره آمریکا تنها کوبا و پورتوریکو باقی ماند.

### انقلاب‌های اسپانیا

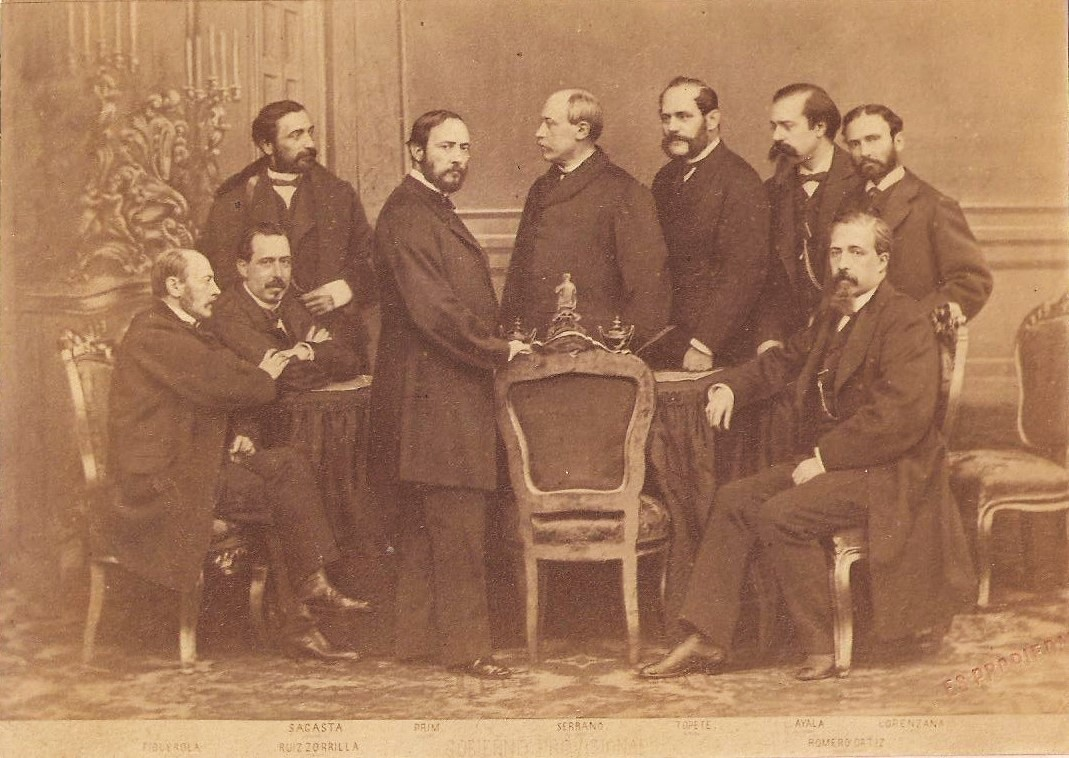
انقلاب باشکوه اسپانیا

در ۱۸۶۸ م. شورشیان به فرماندهی خوان پریم به لیبرال‌ها و جمهوری‌خواهان اسپانیایی در مادرید پیام دادند که شرایط برای شورشی بزرگ فراهم است. شورشیان ملکه ایزابلای دوم را از پادشاهی فروگرفتند و او به فرانسه رفت. این رویداد به جنگ فرانسه و پروس انجامید.
ادامه بی‌ثباتی و بحران اقتصادی در اسپانیا منجر به شکل‌گیری حرکات استقلال‌خواهانه در فیلیپین و کوبا شد. به دنبال این مبارزات استقلال‌خواهانه ایالات متحده وارد مناقشه شد و جنگ آمریکا و اسپانیا در بهار ۱۸۹۸ م. به وقوع پیوست.

### جنگ داخلی اسپانیا

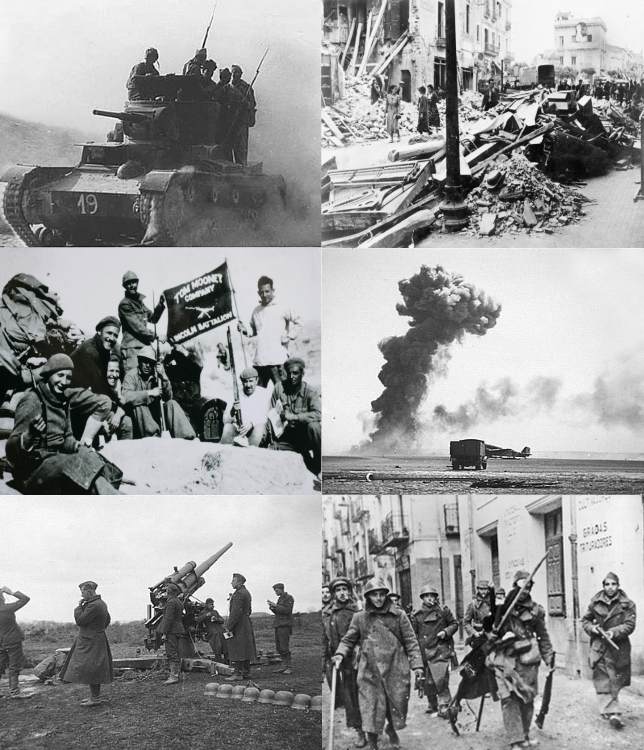
جنگ داخلی اسپانیا

با آغاز قرن جدید پیشرفت‌هایی در اسپانیا به وقوع پیوست. با این حال اسپانیا نسبت به سایر اروپاییان نقش کمرنگی در تقسیم آفریقا داشت. صحرای غربی، مراکش اسپانیا و گینه استوایی تنها مستعمرات اسپانیا در آفریقا بودند. شکست‌های سنگین در طول جنگ ریف در مراکش اعتبار حکومت و شاهنشاهی را خدشه‌دار کرد. بین سال‌های ۱۹۲۳ تا ۱۹۳۱ (۱۳۰۲ تا ۱۳۱۰) ژنرال میگوئل پریمو ده ریورا بر اسپانیا حکومت کرد و پایان این دوره با آغاز جمهوری دوم اسپانیا هم‌زمان شد. جمهوری به استان‌های باسک، کاتالونیا و گالیسیا خودمختاری اعطا کرد و برای زنان حق رأی قائل شد. جمهوری دوم به شدت تحت حکمرانی تندروهای چپگرا بود. در شرایطی که وضع اقتصادی بدتر می‌شد سیاست اسپانیا هر چه بیشتر به سمت تندروی و خشونت در حرکت بود.
جنگ داخلی اسپانیا ۱۷ ژوئیه ۱۹۳۶ (۲۶ تیر ۱۳۱۵) آغاز شد و به مدت سه سال بین نیروهای ملی‌گرا به رهبری فرانسیسکو فرانکو که توسط آلمان نازی و ایتالیای فاشیست پشتیبانی می‌شد در برابر جمهوری‌خواهان که توسط مکزیک، شوروی و گروهی موسوم به «سپاه بین‌المللی» پشتیبانی می‌شدند، ادامه داشت. دولت‌های غربی بنا به سیاست عدم مداخله از هیچ‌یک از طرفین حمایت نکردند. ژنرال فرانکو پیروز جنگ شد و حکومت دیکتاتوری خود را آغاز کرد.
جنگ داخلی اسپانیا جنگ بی‌رحمانه‌ای بود و طرفین درگیر اعمال سبعانه‌ای را انجام دادند. جنگ جان ۵۰۰٬۰۰۰ نفر را گرفت و نیم میلیون نفر دیگر را مستقیماً درگیر کرد.

### اسپانیا در زمان فرانکو

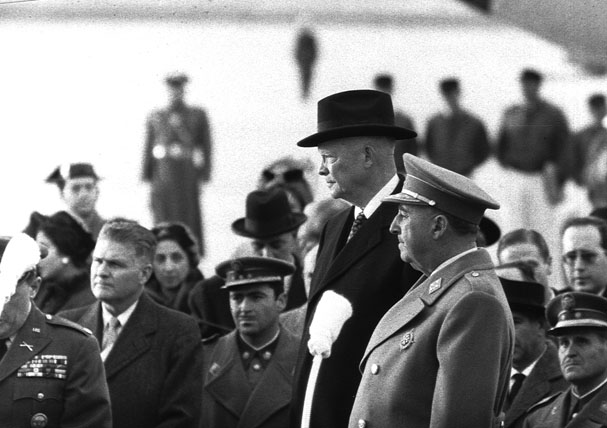
فرانسیسکو فرانکو و آیزنهاور رئیس‌جمهور آمریکا، مادرید، ۱۹۵۹ (۱۳۳۷)

اسپانیای فاشیست تحت حکمرانی فرانکو در قبال جنگ جهانی دوم بی‌طرف بود گرچه به قدرت‌های محور تمایل داشت. تنها حزب قانونی در رژیم فرانکو حزب فالانژ یا اسپانیولا ترادیسیونالیستا ای د لاس خونس بود که در سال ۱۹۳۷ (۱۳۱۵) تشکیل شده بود؛ خط مشی این حزب تقابل با کمونیسم، کاتولیک گرایی و ملی‌گرایی بود. در سال ۱۹۴۹ (۱۳۲۷) نام حزب به مویممیِنتو ناسیونال" به معنای حرکت ملی تغییر پیدا کرد.
پس از جنگ جهانی دوم اسپانیا از نظر سیاسی و اقتصادی در انزوا بود و در سازمان ملل متحد حضور نداشت. اما در سال ۱۹۵۵ (۱۳۳۳) در اوج جنگ سرد اوضاع تغییر پیدا کرد و اسپانیا عضو سازمان ملل متحد شد. در آن زمان اسپانیا اهمیت راهبردی برای حضور نظامی آمریکا در شبه‌جزیره ایبریا و حوزه دریای مدیترانه و در نتیجه تقابل با شوروی داشت. دهه ۶۰ میلادی اسپانیا شاهد رشد بی‌سابقه نرخ‌های اقتصادی بود که از آن به عنوان معجزه اسپانیا یاد می‌شود.

### اسپانیا پس از فرانکو

خوآن کارلوس اول و نیکسون همراه با بانوان اول هر دو کشور

پس از مرگ فرانکو در نوامبر ۱۹۷۵ (آبان ۱۳۵۴)، بر طبق قانون خوآن کارلوس اول به عنوان پادشاه اسپانیا و رئیس دولت جانشین وی شد. با تصویب قانون اساسی جدید اسپانیا در سال ۱۹۷۸ (۱۳۵۷) و استقرار دموکراسی در اسپانیا، حکومت با ایجاد یک سازماندهی درونی بر پایه ایجاد بخش‌های خودمختار قدرت بیشتری به مناطق و استان‌ها اعطا کرد.
در باسک ملی‌گرایان میانه‌روی باسکی در کنار ملی‌گرایان تندرو به رهبری سازمان مسلح اتا به حیات خود ادامه دادند. این گروه در سال ۱۹۵۹ (۱۳۳۸) در دوران فرانکو تشکیل شده بود اما به اقدامات خشونت‌بار خود حتی پس از استقرار دموکراسی و اعطای خودمختاری به منطقه باسک ادامه داد.
در ۲۳ فوریه ۱۹۸۱ (۴ اسفند ۱۳۵۹)، عناصر شورشی نفوذی اتا در میان نیروهای امنیتی مجلس اسپانیا در تلاش برای تحمیل یک حکومت نظامی مجلس را تصرف کردند. شاه خوآن کارلوس اول شخصاً پیگیری مسئله را بر دوش گرفت و از طریق تلویزیون ملی کودتاچیان را وادار به تسلیم کرد.
در ۳۰ مه ۱۹۸۲ (۹ خرداد ۱۳۶۱) در پی برگزاری یک همه‌پرسی اسپانیا به ناتو پیوست. در همان سال با پیروزی حزب کارگران سوسیالیست اسپانیا نخستین حزب چپ در ۴۳ سال گذشته به قدرت رسید. در سال ۱۹۸۶ (۱۳۶۴) اسپانیا به اتحادیه اقتصادی اروپا پیوست که بعدها به اتحادیه اروپا تبدیل شد. در پی انتخابات عمومی سال ۱۹۹۶ (۱۳۷۴) حزب کارگران سوسیالیست پس از ۱۴ سال حکومت شکست خورد و جای خود را به حزب مردم داد.

### در هزارهٔ نو
در تاریخ ۱ ژانویه ۲۰۰۲ (۱۱ دی ۱۳۸۰) دولت اسپانیا، یورو واحد پول شانزده کشور منطقه یورو را جانشین پزوتا کرد. در همان دوره اسپانیا شاهد رشد اقتصادی قوی، بالاتر از میانگین اتحادیه اروپا بود. در همان حال تحلیلگران اقتصادی هشدار می‌دادند که قیمت شگفت‌آور املاک و کسری تجارت خارجی بالا در اوج رونق احتمالاً منجر به فروپاشی اقتصادی وحشتناک کشور خواهد شد. این پیش‌بینی‌ها درست بود و رکود اقتصادی ناشی از رکود در بخش مسکن در سال مالی ۲۰۰۸–۲۰۰۹ کشور را فرا گرفت. در سال ۲۰۰۸ (۱۳۸۶) ترکیدن حباب مسکن منجر به بحران مالی در اسپانیا شد که تا سال ۲۰۱۳ (۱۳۹۲) ادامه داشت.
در صبح روز ۵ شنبه ۱۱ مارس ۲۰۰۴ (۲۱ اسفند ۱۳۸۲) و در اوج ساعات شلوغی شهر مادرید ده انفجار تروریستی در شبکه راه‌آهن مادرید به وقوع پیوست. سه سال بعد و طی تحقیق و برگزاری دادگاه مشخص شد این بمبگذاری‌ها توسط گروه ستیزگر اسلامگرای محلی نزدیک به القاعده برنامه‌ریزی و اجرا شده بوده است. بر اثر این انفجار ۱۹۱ نفر کشته و ۱۸۰۰ نفر زخمی شدند.
نخست انگشت اتهام به سوی گروه جدایی‌طلب باسک اتا دراز شد اما مدارک و شواهدی آشکار شد که دخالت اسلامگرایان را ثابت می‌کرد و چون انتخابات سراسری اسپانیا قرار بود سه روز بعد انجام شود، بی‌درنگ مسائل امنیتی در صدر مجادلات بین دو حزب رقیب حزب مردم و حزب کارگران سوسیالیست قرار گرفت. در آن انتخابات، دولت اسپانیا و حزب حاکم مردم که به سبب اتحاد با ایالات متحده در جنگ عراق شرکت کرده بود، نتوانست اتهام‌ها را دربارهٔ دخالت نظامی در خارج و کوتاهی در حفظ امنیت از خود رفع کند و به این ترتیب حزب کارگران سوسیالیست اسپانیا به رهبری خوزه لوئیز رودریگز ساپاترو با وعده بازگرداندن ارتش اسپانیا از عراق و جدا شدن از ائتلاف بیش‌تر رای‌ها را از آن خود کرد و ساپاترو به عنوان نخست‌وزیر اسپانیا برگزیده شد.
در انتخابات نوامبر ۲۰۱۱، مشکلات پی آیند رکود اقتصادی مهم‌ترین موضوع کارزارهای دو حزب مطرح در اسپانیا بود. در این انتخابات ماریانو راخوی از حزب راست‌گرای مردم، پیروز شد و به نخست‌وزیری رسید.
در بهار ۲۰۱۴، پادشاه خوآن کارلوس نخست اعلام کرد که قصد دارد از پادشاهی کنار رود و این مقام را به پسرش واگذارد. با همه مخالفت‌های جمهوری‌خواهان و معترضان به پادشاهی، فیلیپه در ۱۹ ژوئن بر جای پدر نشست و حکومت پادشاهی مشروطه و تاج و تخت در اسپانیا برجا ماند.

## جغرافیا

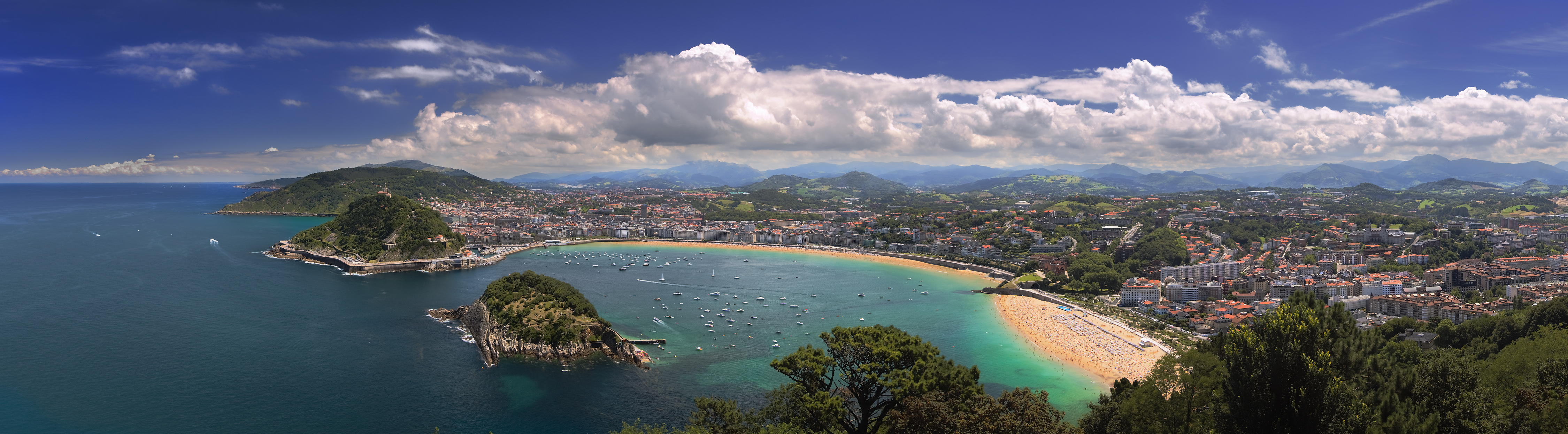
خلیج لاکونچا در شهر سن سباستین واقع در جزایر سانتا کلارا در استان گیپوسکوا، باسک

اسپانیا با داشتن ۵۰۵٬۹۹۲ کیلومتر مربع وسعت پنجاه و دومین کشور بزرگ جهان است. اسپانیا تقریباً ۴۷۰۰۰ کیلومتر مربع کوچکتر از فرانسه و ۸۱۰۰۰ کیلومتر مربع بزرگتر از ایالت کالیفرنیا آمریکا است. قله آتش فشانی تید که در نزدیکی شهر تنریف در جزایر قناری قرار دارد با ارتفاع ۳۷۱۸ متر بلندترین نقطه کشور اسپانیا می‌باشد.
اسپانیا بین مدار ۲۶ و ۴۴ درجه شمالی و نصف‌النهار ۵ و ۱۹ درجه شرقی قرار دارد.
اسپانیا در غرب با پرتغال، در جنوب از طریق درون‌بومهایش در شمال آفریقا (سبته، ملیلیه و پنیون د ولس د لا گومرا) با مراکش و تنگه جبل‌طارق (جز سرزمین‌های آن سوی دریاهای بریتانیا می‌باشد)، در شمالغرب در راستای کوه‌های پیرنه با فرانسه و شاهزاده نشین آندورا هم‌مرز می‌باشد. در امتداد کوه‌های پیرنه در ۱۶۰۰ متری مرز استان خرنای کاتالونیا شهر برون‌بوم ییویا درون خاک کشور فرانسه قرار دارد.

### جزیره‌ها
جزایر اسپانیا شامل جزایر بالئاری در دریای مدیترانه و جزایر قناری در اقیانوس اطلس می‌باشد. افزون بر این‌ها شماری جزیره غیر مسکونی دیگر در سمت مدیترانه‌ای تنگه جبل‌الطارق نیز متعلق به اسپانیا است از جمله جزایر چافاریناس، آلهوسماس و جزیره کوچک پرخیل. جزیره آلبوران که بین اسپانیا و شمال آفریقا قرار دارد نیز تحت حاکمیت اسپانیا می‌باشد. جزیره کوچک فاسان که در رودخانه بیداسوآ قرار دارد تحت حاکمیت مشترک اسپانیا و فرانسه اداره می‌شود.

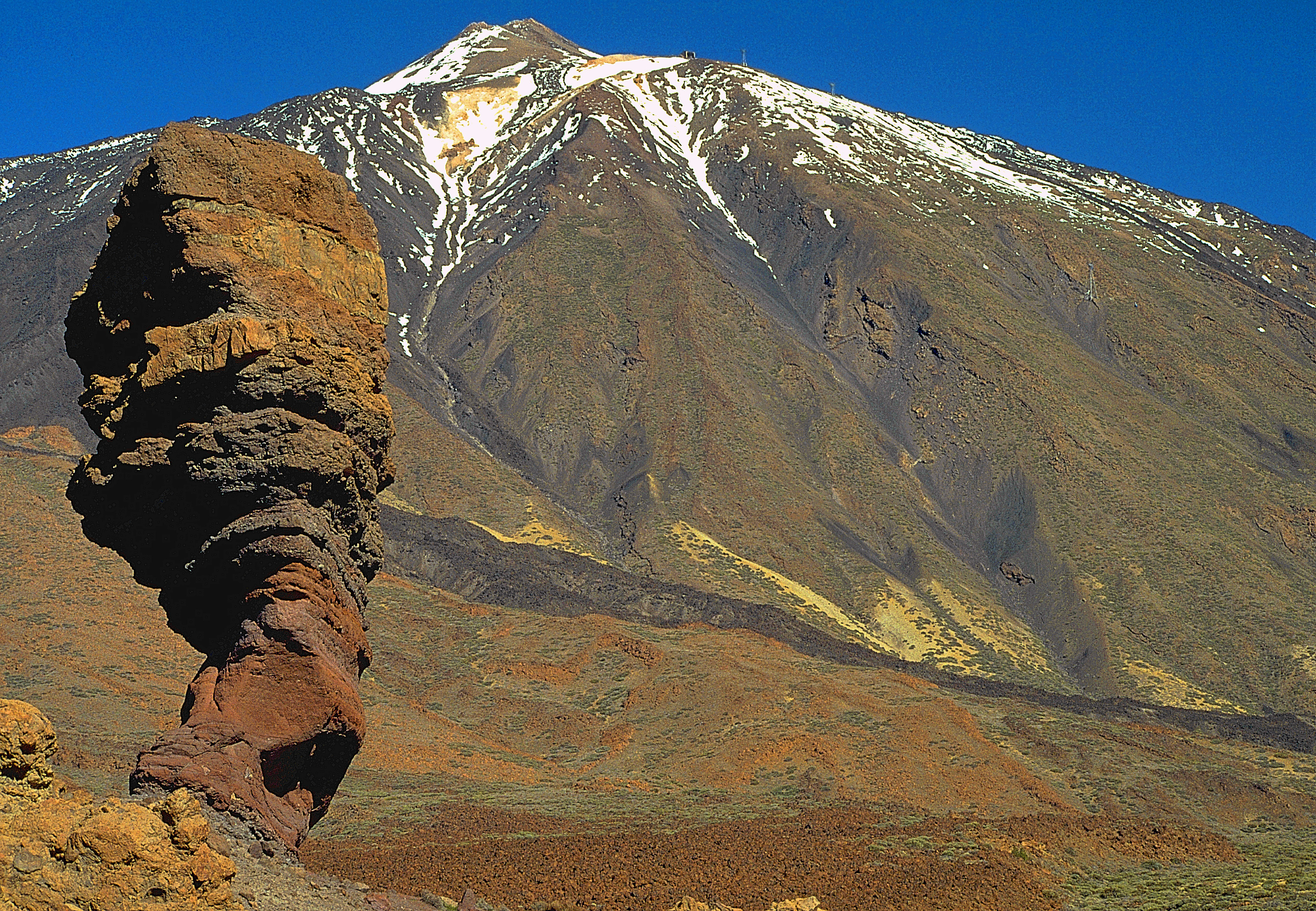
قله تید در تنریف واقع در جزایر قناری، بلندترین کوه اسپانیا

جمعیت جزایر:
- ۱. تنریف ۸۹۹٬۸۳۳
- ۲. مایورکا ۸۶۲٬۳۹۷
- ۳. گران کاناریا ۸۳۸٬۳۹۷
- ۴. لانزاروته ۱۴۱٬۹۳۸
- ۵. ایبیزا ۱۲۵٬۰۵۳
- ۶. فوئرته‌ونتورا ۱۰۳٬۱۰۷
- ۷. منورکا ۹۲٬۴۳۴
- ۸. لا پالما ۸۵٬۹۳۳
- ۹. لا خومرا ۲۲٬۲۵۹
- ۱۰. ال هییرو ۱۰٬۵۵۸
- ۱۱. فورمنترا ۷٬۹۵۷
- ۱۲. آروسا ۴٬۸۸۹
- ۱۳. لا گراسیوسا ۶۵۸
- ۱۴. تابارکا ۱۰۵
- ۱۵. اونس ۶۱

### کوهستان‌ها رودخانه‌ها
اسپانیا کشوری کوهستانی است و فلاتها و رشته کوه‌های بلند در آن پوشیده است. افزون بر کوه‌های پیرنه رشته کوهای دیگری از جمله "کانتابریان"، "ایبریکو"، "سنترال"، "تولدو"، "سییرا مورناً و "پنیبتیکو در اسپانیا وجود دارد. بلندترین نقطه سرزمین اصلی اسپانیا و شبه جزیره ایبریا قله مولهاسن با ارتفاع ۳۴۷۸ متر می‌باشد که در رشته کوه‌های سییرا نوادا قرار دارد. البته بلندترین نقطه کشور اسپانیا در مجموع قله آتشفشانی تید واقع در جزایر قناری می‌باشد. بزرگ‌ترین فلات اسپانیا مستا سنترال نام دارد که در قلب اسپانیا واقع شده است.
چندین رودخانه بزرگ در اسپانیا وجود دارد از جمله رودخانه‌های تاقوس، ایبرو، دورو، گوادیانا و گوادالکیویر. در طول ساحل دشتهای آبرفتی وجود دارد که بزرگ‌ترین آن دشت آبرفتی گوادالکیویر واقع در اندلس می‌باشد.

### اقلیم
بر اساس ویژگی‌های جغرافیایی سه اقلیم در اسپانیا وجود دارد:
- اقلیم مدیترانه‌ای با تابستان‌های گرم و خشک. بر طبق رده‌بندی اقلیمی کوپن در صورت از این نوع اقلیم بر ایبریا حکمفرماست: Csa و Csb.
- اقلیم نیمه‌خشک که در ربع جنوب‌شرقی کشور به ویِژه در منطقه مورسیا و در دره ایبرو وجود دارد و برخلاف اقلیم مدیترانه‌ای فصل خشک پس از زمستان نیز ادامه دارد.
- اقلیم اقیانوسی در شمال اسپانیا به ویژه در منطقه استان باسک، آستوریاس، کانتابریا و بخشی از گالیسیا حکمفرماست. برخلاف اقلیم مدیترانه‌ای در اقلیم اقیانوسی دما در زمستان و تابستان تحت تأثیر اقیانوس تغییر می‌کند و هیچ فصل خشکی وجود ندارد.

افزون بر این اقلیم‌های اصلی زیر اقلیم‌های دیگری نیز وجود دارد مانند اقلیم آلپی در پیرنه و سییرا نوادا و اقلیم نیمه‌گرمسیری در جزایر قناری.

## حکومت

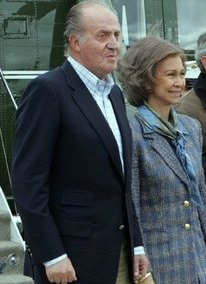
خوآن کارلوس اول، پادشاه پیشین اسپانیا و سوفیا، ملکه پیشین اسپانیا

قانون اساسی ۱۹۷۸ اوج دموکراسی در اسپانیا است. تاریخ تدوین قانون اساسی در این کشور به قانون اساسی ۱۸۱۲ بازمی‌گردد. پس از مرگ ژنرال فرانکو پادشاه خوان کارلوس برای تسریع روند اصلاحات نخست‌وزیر دوران فرانکو کارلوس آریاس ناوارو را برکنار و سیاستمدار اصلاح‌طلب آدولفو سوارز را جانشین او کرد. پس از برگزاری انتخابات عمومی سال ۱۹۷۷ (۱۳۵۶) و در نتیجه آن پارلمان قانون اساسی (پارلمانی که اختیار تدوین قانون اساسی را دارد) با هدف آماده‌سازی و تصویب قانون اساسی جدید تشکیل شد. پس از انجام همه‌پرسی در ۶ دسامبر ۱۹۷۸ (۱۵ آذر ۱۳۵۷)، ۸۸٪ رای‌دهندگان به قانون اساسی جدید رأی دادند.
بر طبق این قانون اساسی اسپانیای امروز شامل ۱۷ بخش خودمختار و دو شهر خودمختار با درجه‌های گوناگونی از خودمختاری می‌باشد با این حال این قانون اساسی، اسپانیا را صراحتاً کشوری متحد و غیرقابل تقسیم می‌داند. همچنین بر طبق قانونی اساسی اسپانیا هیچ دینی در این کشور رسمی نیست و همه مردم در اعمال و باورهای دینی خود آزادند.

### اجزای حکومت
اسپانیا یک پادشاهی مشروطه می‌باشد که در آن سلطنت موروثی است و دارای دو مجلس قانون‌گذاری است. به مجموع قوه قانون‌گذاری اسپانیا یعنی هر دو مجلس «شورای عالی» یا کرتس خنرالس گفته می‌شود. قوه مجریه شامل شورای وزیران به سرپرستی نخست‌وزیر می‌باشد. نخست‌وزیر اسپانیا توسط پادشاه و با تأیید کنگره نمایندگان (معادل مجلس نمایندگان) پس از انتخابات مجلس انتخاب منصوب می‌گردد. پادشاه فردی را برای نخست‌وزیری به کنگره نمایندگان معرفی می‌کند که توسط حزب دارای اکثریت در کنگره پیشنهاد شده باشد.
قوه قانون‌گذاری شامل کنگره نمایندگان با ۳۵۰ عضو و مجلس سنا با ۲۵۹ عضو می‌باشد که هر دو به انتخاب مردم به مدت چهار سال فعالیت می‌کنند به جز ۵۱ عضو مجلس سنا توسط مجلس‌های منطقه‌ای بخش‌های خودمختار منصوب می‌شوند.
- رئیس کشور
  - پادشاه فلیپه ششم از ۱۹ ژوئن ۲۰۱۴
- رئیس دولت
  - نخست‌وزیر اسپانیا: پدرو سانچز، ۲ ژوئن ۲۰۱۸ (۱۲ خرداد ۱۳۹۷) انتخاب شد.
    - معاون اول نخست‌وزیر و وزیر دفتر نخست‌وزیر: کارمِن کالبُ (۱۷ خرداد ۱۳۹۷).
- کابینه
  - شورای وزیران، توسط نخست‌وزیر تعیین می‌شود.

اسپانیا یکی از تمرکززدایی شده‌ترین کشورهای اروپایی است. تمام بخش‌های خودمختار در اسپانیا دارای مجلس منتخب مستقل، دولت و ادارت دولتی مستقل، بودجه مستقل، نظام آموزشی و بهداشتی مستقل می‌باشند. بر افزون بر این‌ها باسک و ناوارا دارای نظام مالی مستقل خود هستند. در بخش‌های خودمختار کاتالونیا و باسک نیروی پلیس محلی جانشین پلیس ملی شده است.

### تقسیمات کشوری
اسپانیا ۱۷ بخش خودمختار و دو شهر خودمختار دارد که هر دو گروه بالاترین درجه تقسیمات کشوری محسوب می‌شوند. از سوی دیگر کشور اسپانیا به ۵۰ استان نیز تقسیم شده است که به این ترتیب هر کدام از بخش‌های خودمختار خود به یک یا چند استان تقسیم گردیده‌اند. علاوه بر این هر استان به تعدادی شهرستان تقسیم شده است.

### روابط خارجی
پس از مرگ فرانکو در سال ۱۹۷۵ (۱۳۵۴) و بازگشت اسپانیا به دموکراسی، سیاست خارجی این کشور دچار تغییر شد و انزوای سیاسی دوران فرانکو جای خود را به گسترش دیپلماسی داد. در سال ۱۹۸۶ (۱۳۶۵) اسپانیا به اتحادیه اقتصادی اروپا پیوست و با کشورهای غربی وارد معاملات امنیتی شد.

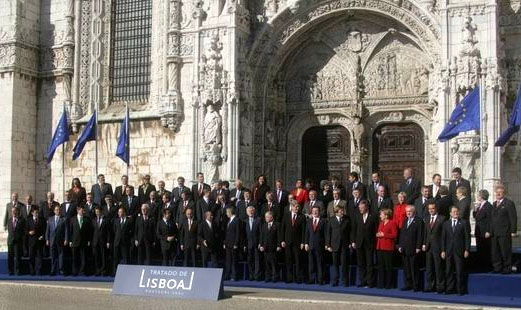
اسپانیا در سال ۱۹۸۶ به اتحادیه اقتصادی اروپا پیوست.

اسپانیا به عنوان یکی از اعضای ناتو در فعالیت‌های امنیتی چند جانبه بین‌المللی شرکت داشته است. عضویت این کشور در اتحادیه اروپا یکی مهم‌ترین بخش‌های سیاست خارجی اسپانیا است. حتی در مواجه با بسیاری از بحران‌های فراروی کشورهای اروپای غربی، اسپانیا ترجیح داده است تا اقداماتش را با سازوکارهای سیاسی اتحادیه اروپا هماهنگ کند.
اسپانیا روابط ویژه خود را با فیلیپین و کشورهای آمریکای جنوبی و مرکزی حفظ کرده است. سیاست روابط خارجی اسپانیا با این کشورها بر پایه ایجاد و تقویت یک جامعه ایبری-لاتین و تقویت روابط زبانی، فرهنگی، بازرگانی و تاریخی بین شبه‌جزیره ایبریا و کشورهای آمریکای لاتین استوار است.

### مناقشات ارضی
اسپانیا مدعی مالکیت بر جبل طارق است در حالی که این منطقه یکی از سرزمین‌های آن سوی دریاهای بریتانیا محسوب می‌شود. در سال ۱۷۰۴ (۱۰۸۳) در خلال جنگ‌های جانشینی اسپانیا این شهر به دست نیروهای هلندی انگلیسی که برای کارل ششم، امپراتور مقدس روم می‌جنگیدند، تسخیر شد.
وضعیت قانونی این منطقه در سال ۱۷۱۳ (۱۰۹۲) در پیمان‌نامه اوترخت مشخص شد و طبق آن اسپانیا برای همیشه جبل طارق را به پادشاهی بریتانیا واگذار کرد. از دهه ۱۹۴۰ میلادی اسپانیا خواستار بازپس‌گیری این منطقه شده است. بیشتر مردم جبل طارق مخالف پیوستن به اسپانیا یا حاکمیت مشترک دو کشور هستند. سازمان ملل طی قطعنامه‌هایی از دو کشور اسپانیا و بریتانیا خواسته است تا با انجام مذاکره به توافق برسند.
جزایر ساویج منطقه دیگری است که مورد ادعای اسپانیا می‌باشد. این جزایر جزو خاک پرتغال می‌باشند و این کشور ادعای همسایه خود اسپانیا را بر جزایر ساواگه بی‌اساس می‌داند. بر طبق ادعای اسپانیایی‌ها ساواگه مجموعه‌ای از صخره‌ها است و جزیره محسوب نمی‌شود پس هیچ آب سرزمینی‌ای برای پرتغال در این منطقه وجود ندارد. در ژوئیه ۲۰۱۳ اسپانیا طی نامه‌ای این نظر خود را به اطلاع سازمان ملل رساند.
اسپانیا مدعی حاکمیت بر جزیره کوچک و خالی از سکنه پرخیل نیز می‌باشد. پرخیل در ۲۵۰ متری ساحل مراکش، ۸ کیلومتری سبته و ۱۳ کیلومتری سرزمین اصلی اسپانیا قرار دارد. در سال ۲۰۰۲ (۱۳۸۱) اختلاف اسپانیا با مراکش بر سر حاکمیت بر این جزیره منجر به حادثه‌ای مسلحانه شد که با توافق طرفین به ادامه وضع موجود فیصله یافت. این جزیره هم‌اکنون کاملاً خالی از سکنه است و پرچم هیچ کشوری در آن دیده نمی‌شود.
مناطقی از خاک اسپانیا نیز مورد ادعای سایر کشورهاست. مراکش مدعی بر حاکمیت خود بر دو جزیره سبته و ملیله است و پرتغال حاکمیت اسپانیا بر شهر اولیونزا را به رسمیت نمی‌شناسد.

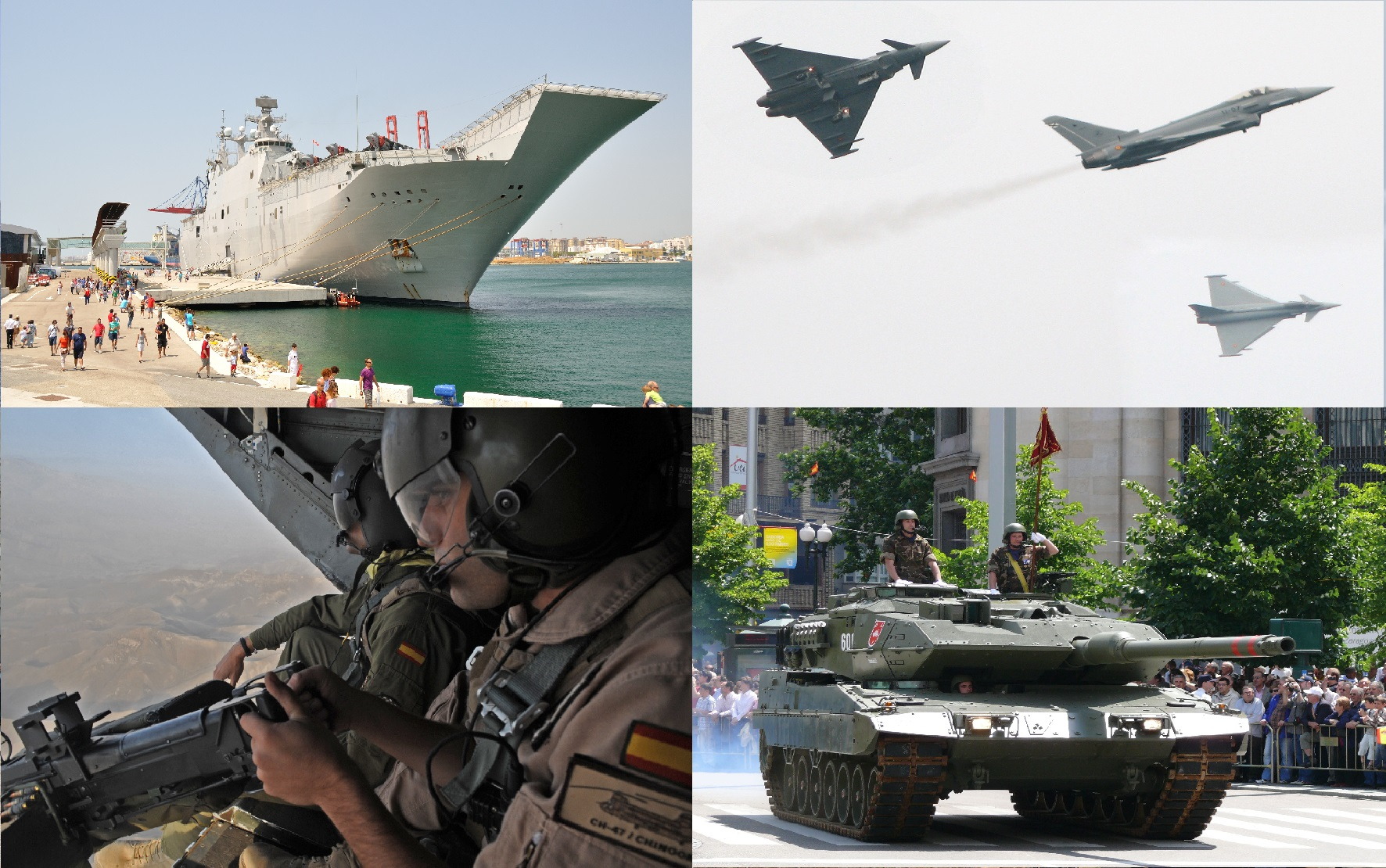
نیروهای نظامی اسپانیا

### نیروهای مسلح
نیروهای نظامی اسپانیا (به اسپانیایی: Fuerzas Armadas Españolas) شامل نیروی زمینی، نیروی هوایی و نیروی دریایی می‌باشد. نیروهای نظامی اسپانیا تحت فرمان فرماندهی کل قوا پادشاه فیلیپ ششم می‌باشند.

## اقتصاد

### پیش از بحران مالی
اقتصاد سرمایه‌داریِ مختلط اسپانیا سیزدهمین اقتصاد بزرگ جهان، پنجمین اقتصاد بزرگ اتحادیه اروپا و چهارمین اقتصاد بزرگ منطقه یورو می‌باشد.
در آغاز دهه ۱۹۹۰ چندی از شرکت‌های اسپانیایی به شرکت‌هایی چند ملیتی تبدیل شدند. بیشتر فعالیت این شرکت‌ها در حوزه کشورهای آمریکای لاتین بود. هم‌اکنون نیز اسپانیا پس از آمریکا بزرگ‌ترین سرمایه‌گذار خارجی در آمریکای لاتین محسوب می‌شود. برخی دیگر از شرکت‌های اسپانیایی حوزه فعالیت خود را به آسیا و کشورهای هند و چین نیز گسترش داده‌اند. این گسترش جهانی برای اسپانیا برتری رقابتی در برابر دیگر همسایه‌های اروپایی محسوب می‌شود. دلیل این امر ممکن است در درجه اول تمایل به زبان و فرهنگ اسپانیایی در آسیا و آفریقا و همچنین وجود فرهنگ مشارکتی که ریسک کردن در بازارهای ناپایدار را به اسپانیایی‌ها یاد داد باشد.
پس گذشت دوره بحران اقتصادی در اوایل دهه ۱۹۹۰ اسپانیا شاهد رشد اقتصادی خوبی بود. این رشد اقتصاد بالا به دولت کمک کرد تا بدهی‌های خارجی‌اش را کاهش دهد و همچنین باعث شد نرخ بیکاری در این کشور به‌طور قابل توجهی کاهش یابد. در سال ۱۹۹۹ (۱۳۷۸) اسپانیا در شرایطی به منطقه یورو پیوست که بودجه دولت متعادل و نرخ تورم تحت کنترل بود.
پیش آغاز بحران شدید اقتصادی اخیر دولت نخست‌وزیر پیشین خوزه ماریا اسنار در الحاق اسپانیا به کشورهای پایه‌گذار یورو موفق بود. نرخ بیکاری در اکتبر ۲۰۰۶ برابر با ۶/۷٪ بود که در مقایسه با سایر کشورهای اروپایی و در مقایسه با نرخ بیکاری در اوایل دهه ۱۹۹۰ (حدود ۲۰٪) نرخ پایینی محسوب می‌شد. نقاط ضعف همیشگی اقتصاد اسپانیا تورم بالا، وجود یک بازار سیاه وسیع و نظام آموزشی ضعیف (که بر اساس گزارش‌های سازمان همکاری اقتصادی و توسعه یکی از ضعیف‌ترین نظام‌های آموزشی در میان کشورهای توسعه یافته می‌باشد) هستند.
شرکت‌های اسپانیایی در زمینه‌های گوناگونی فعال هستند. مهم‌ترین آن‌ها عبارتند از ایبردرولا که یکی از بزرگ‌ترین شرکت فعال در زمینه انرژی‌های برگشت‌پذیر می‌باشد.؛ شرکت‌های تلفونیکاٰ، ابنگوا، موندراگون، مویستار، هیسدسات، ایندرا که در زمینه فناوری ارتباطات متخصص هستند؛ شرکت‌های کونستروکسیونس ای اوکسیلیار د فروکاریلس و تالگو که در صنعت راه‌آهن و ترابری ریلی فعالند؛ شرکت‌های نساجی مانند ایندیتکس، شرکت‌های پتروشیمی مانند رپسول و شرکت‌های فعال در زمینه ساخت زیربناها مانند فروویال، آکسیونا، گروه آسی‌اس، اوبراسکون هارته لاین و فومنتو د کونستروکسیونس ای کونتراتس؛ با ذکر این نکته که ۶۰ درصد شرکت‌های بین‌المللی فعال در زمینه زیربناهای حمل و نقل اسپانیایی هستند.

### رونق و رکود در بازار مسکن

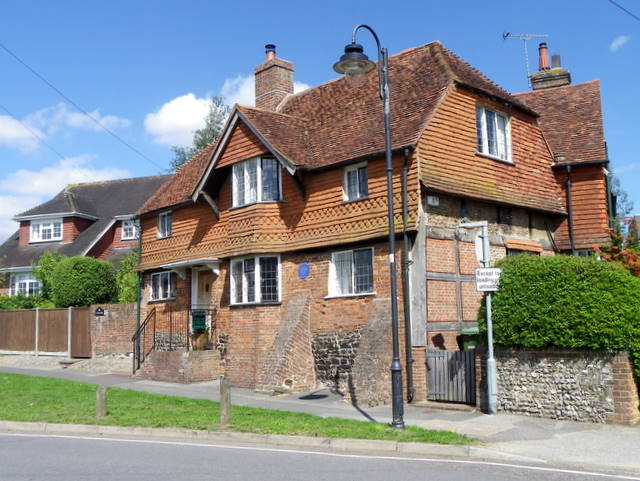
خانه‌های معمولی در اسپانیا

با انتخاب یورو به جای پزو در آغاز قرن جدید اقتصاد اسپانیا شاهد کاهش نرخ بهره به کمترین میزان خود در تاریخ بود. رشد بازار مسکن که از سال ۱۹۹۷ (۱۳۷۶) آغاز شده بود، شتاب گرفته و در عرض چند سال به یک حباب تبدیل شد. بازار املاک توسط بانک‌های موسوم کاخا (بانک‌های پس‌انداز منطقه‌ای تحت نظارت دولت‌های منطقه‌ای) تأمین مالی و با نرخه بهره پایینی که در تاریخ بی‌نظیر بود و رشد شدید مهاجرت تقویت می‌شد. اقتصاد اسپانیا به خاطر دور بودنش از نرخ رشد صفر مجازی نسبت به دیگر شرکای اروپایی‌اش اعتبار داشت. اقتصادی که بیش نیمی از شغل‌های جدید ایجاد شده در اتحادیه اروپا را در پنج ساله منتهی به پایان سال ۲۰۰۵ (۱۳۸۴) ایجاد کرده بود.
حباب مسکن اسپانیا در سال ۲۰۰۸ (۱۳۸۷) ترکید و باعث فروپاشی اقتصادی بخش‌های مربوط به مسکن و ساخت و ساز، اخراج گسترده کارکنان و کارگران و توقف روند تقاضای کالا و خدمات شد. تا پایان ماه مه ۲۰۰۹ (اردیبهشت ۱۳۸۸) نرخ بی‌کاری به ۱۸/۷٪ رسید. (۳۷٪ در بین جوانان)
بانک‌ها و موسسه‌های مالی اسپانیا در ابتدا تلاش کردند تا از بحران پیش آمده برای همتایان بریتانیایی و آمریکایی خود دوری کنند. بانک‌های بین‌المللی اسپانیا، بانک سانتاندر و بانک بی‌بی‌وی‌ای که سبدهای سهام متنوع بین‌المللی داشتند خیلی سریع فعالیت خود را در بازار پر خطر مسکن محدود کردند. با این حال با عمیق‌تر شدن رکود اقتصادی و افت قیمت مسکن، بدهی سنگین رو به افزایش بانک‌های پس‌انداز منطقه‌ای، دولت و بانک مرکزی را مجبور به مداخله از طریق تدوین طرح‌های تثبیتی کرد و در نهایت در سال ۲۰۱۲ (۱۳۹۱) دولت مجبور شد از بانک مرکزی اروپا کمک مالی دریافت کند.

### کیفیت زندگی

اسپانیا جزو کشورهای برتر در شاخص توسعه انسانی

بر اساس پژوهش‌های انجام شده در سال ۲۰۰۵ (۱۳۸۴) اسپانیا از نظر کیفیت زندگی پس از کشورهایی مانند فرانسه، آلمان، بریتانیا و کره جنوبی در بین ده کشور نخست جهان قرار دارد.
در سال‌های اخیر بی‌کاری به بزرگ‌ترین نگرانی جامعه اسپانیا تبدیل شده است. نرخ بی‌کاری در سال‌های ۲۰۰۶ و ۲۰۰۷ (۱۳۸۵ و ۱۳۸۶) ۸٪ بود که پس از بحران مالی به ۲۰٪ در سال ۲۰۱۰ (۱۳۸۹) و ۲۵٪ (۵۶٪ در بین جوانان) در سال ۲۰۱۳ (۱۳۹۲) رسید.

### کشاورزی

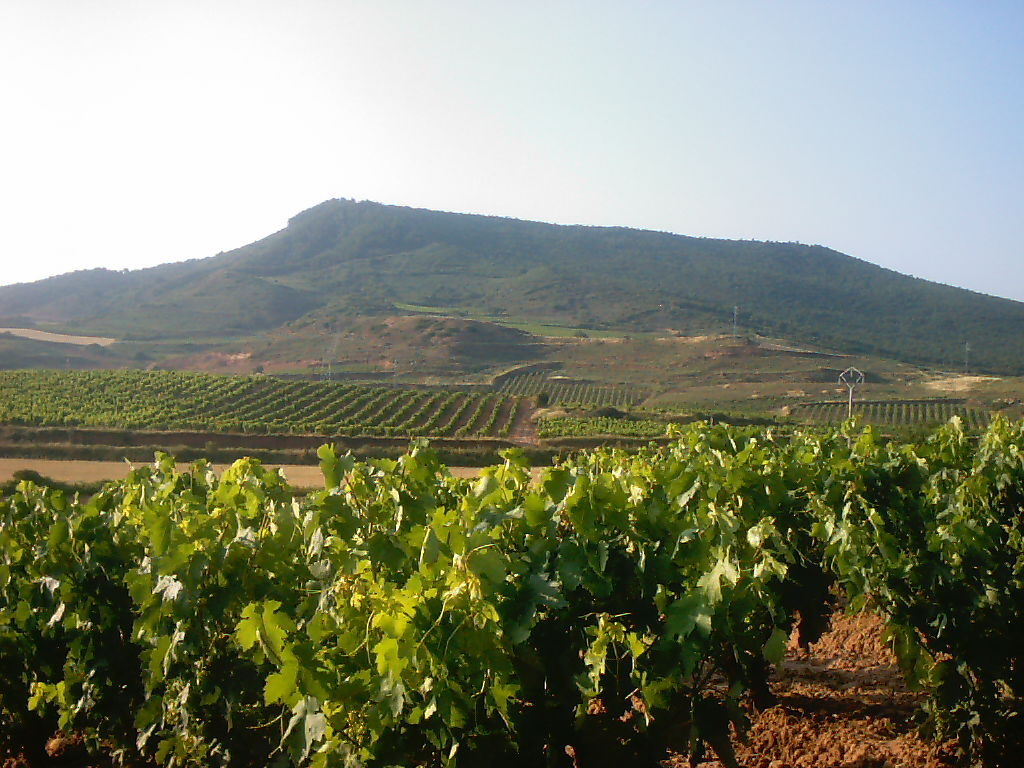
تاکستانهای شراب لاریوخا در لا ریوخا.

زمین‌های کشاورزی به دو روش کلی مورد بهره‌برداری قرار گرفته‌اند. زمین‌هایی که با تکیه بر کشت بدون آبیاری و تنها به وسیلهٔ بارندگی به عنوان منبع آب مورد استفاده قرار می‌گیرند که این زمین‌ها ۸۵٪ کل زمین‌های زیر کشت را تشکیل می‌دهد. مناطق مرطوب شمال و شمال‌غرب تحت این روش مورد بهره‌برداری قرار می‌گیرند. مناطق حاصلخیزتر به روش کشت با آبیاری مورد استفاده قرار می‌گیرند که تا سال ۱۹۸۶ (۱۳۶۵) ۳ میلیون هکتار از مساحت کشور را پوشانده بودند که دولت امیدوار است که سطح زیر کشت به این روش دو برابر شود. یکی از مناطق قابل توجه از نظر گسترش کشاورزی استان آلمریا می‌باشد - یکی از خشک‌ترین و متروک‌ترین استان‌های اسپانیا - که محصولات زمستانی متنوعی شامل میوه و سبزیجات را به اروپا صادر می‌کند.
با وجود این که ۱۷٪ سطح زیر کشت زمین‌های کشاورزی در اسپانیا به روش آبیاری مورد استفاده قرار می‌گیرند اما ۴۰ تا ۴۵ درصد ارزش خالص کل محصولات و ۵۰ درصد حجم کل صادرات مربوط به این بخش از کشاورزی است. بیش از نیمی از مساحت زیر کشت در این بخش به ذرت، درختان میوه و تره‌بار اختصاص دارد. دیگر محصولات شامل انگور، پنبه، چغندر قند، سیب زمینی، حبوبات، زیتون، انبه، توت فرنگی، گوجه فرنگی و علوفه دام می‌باشد.

### گردشگری

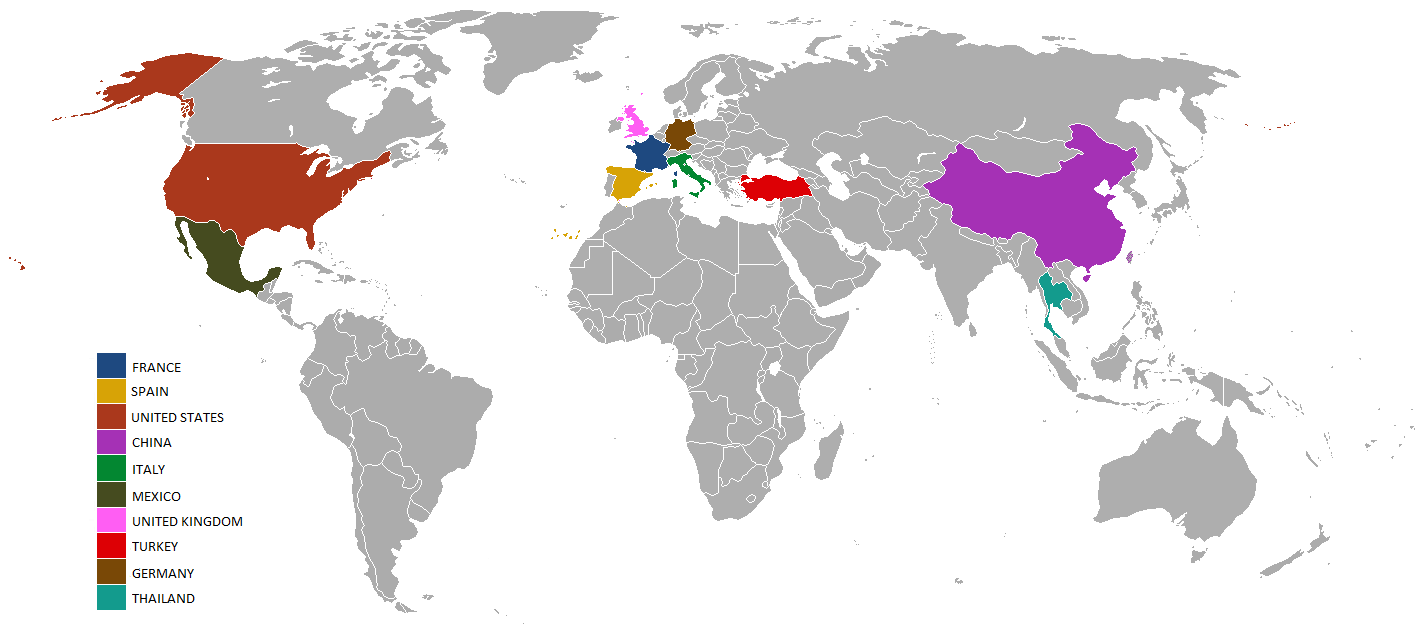
اسپانیا دومین کشور در رتبه‌بندی گردشگری جهان

در طول چهار دهه گذشته صنعت گردشگری اسپانیا بسیار پیشرفت کرده است به‌طوری‌که به دومین کشور در رتبه‌بندی گردشگری جهان بدل شده است و در سال ۲۰۰۶ ارزش آن حدود ۴۰ میلیارد یورو برابر با ۵٪ تولید ناخالص داخلی کشور بوده است. امروزه اقلیم، آثار تاریخی و فرهنگی، موقعیت جغرافیایی و امکانات رفاهی اسپانیا باعث شده تا گردشگری به یکی از صنایع اصلی و همچنین منبع درآمد و اشتغال ثابت برای این کشور بدل شود. سازوکار رتبه‌بندی هتل‌ها و اقامتگاه‌ها در اسپانیا بسیار سختگیرانه‌تر از دیگر کشورهای اروپایی است و به همین دلیل هتل‌های اسپانیایی سطح بالاتر و گرانتر از دیگر کشورهای اروپایی است.

### انرژی

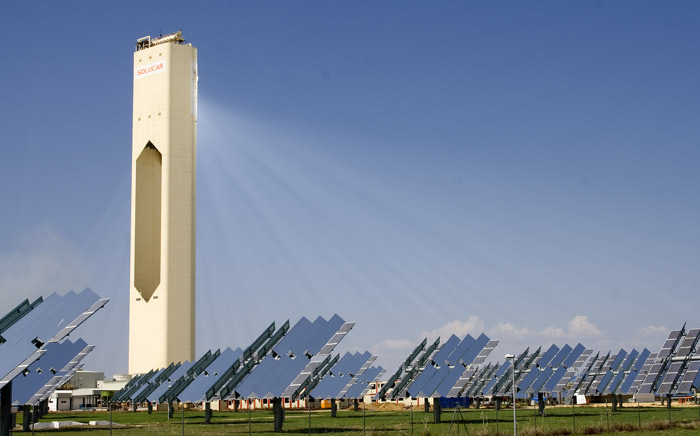
نخستین نیروگاه خورشیدی تجاری جهان در استان سویا

اسپانیا یکی از کشورهای پیشرو در تولید انرژی‌های تجدید پذیر است. اسپانیا در سال ۲۰۰۹ (۱۳۸۸) با افتتاح یک نیروگاه بزرگ خورشیدی به نام لا فلوریدا در منطقه آلوارادو با پیشی‌گرفتن از ایالات متحده به بزرگ‌ترین تولیدکننده انرژی برق از خورشید تبدیل شد. همچنین اسپانیا در میان کشورهای اروپایی بیشترین مقدار برق را از انرژی بادی تولید می‌کند. در سال ۲۰۱۰ (۱۳۸۹) میزان تولید برق از این روش ۴۲٬۹۷۶ گیگاوات ساعت برابر با ۱۶٪ کل برق تولید شده در اسپانیا بود. در ۹ نوامبر ۲۰۱۰ (۱۸ آبان ۱۳۸۹) میزان تولید برق از انرژی بادی به صورت آنی به اوج خود در تاریخ کشور رسید به‌طوری‌که ۵۳٪ از نیاز برق سرزمین اصلی اسپانیا را پوشش می‌داد و این انرژی تولید شده برابر با انرژی تولید شده توسط ۱۴ واکنشگاه هسته‌ای می‌باشد. دیگر انرژی‌های برگشت‌پذیری که در اسپانیا به‌کارگیری می‌شوند عبارتند از انرژی برق‌آبی، بیومس و انرژی دریایی (۲ نیروگاه انرژی دریایی در حال ساخت می‌باشد).
منابع انرژی تجدید ناپذیری که در اسپانیا استفاده می‌شوند شامل انرژی هسته‌ای (۸ نیروگاه)، گاز طبیعی، زغال سنگ و نفت می‌باشند.

### ترابری

راه‌آهن تندروی مادرید-وایادولید

شبکه بزرگراه‌های اسپانیا عمدتاً بر شش بزرگراهی که مادرید را به باسک، کاتالونیا، والنسیا، آندلس، اکسترمادورا و گالیسیا متصل می‌کنند متمرکز است. همچنین بزرگراه‌های فرول به ویگو در خط ساحلی اقیانوس اطلس، اویدو به سن سباستین در خط ساحلی کانتابریا و خرنا به کادیس در خط ساحلی مدیترانه اطراف اسپانیا را به هم متصل می‌کند.

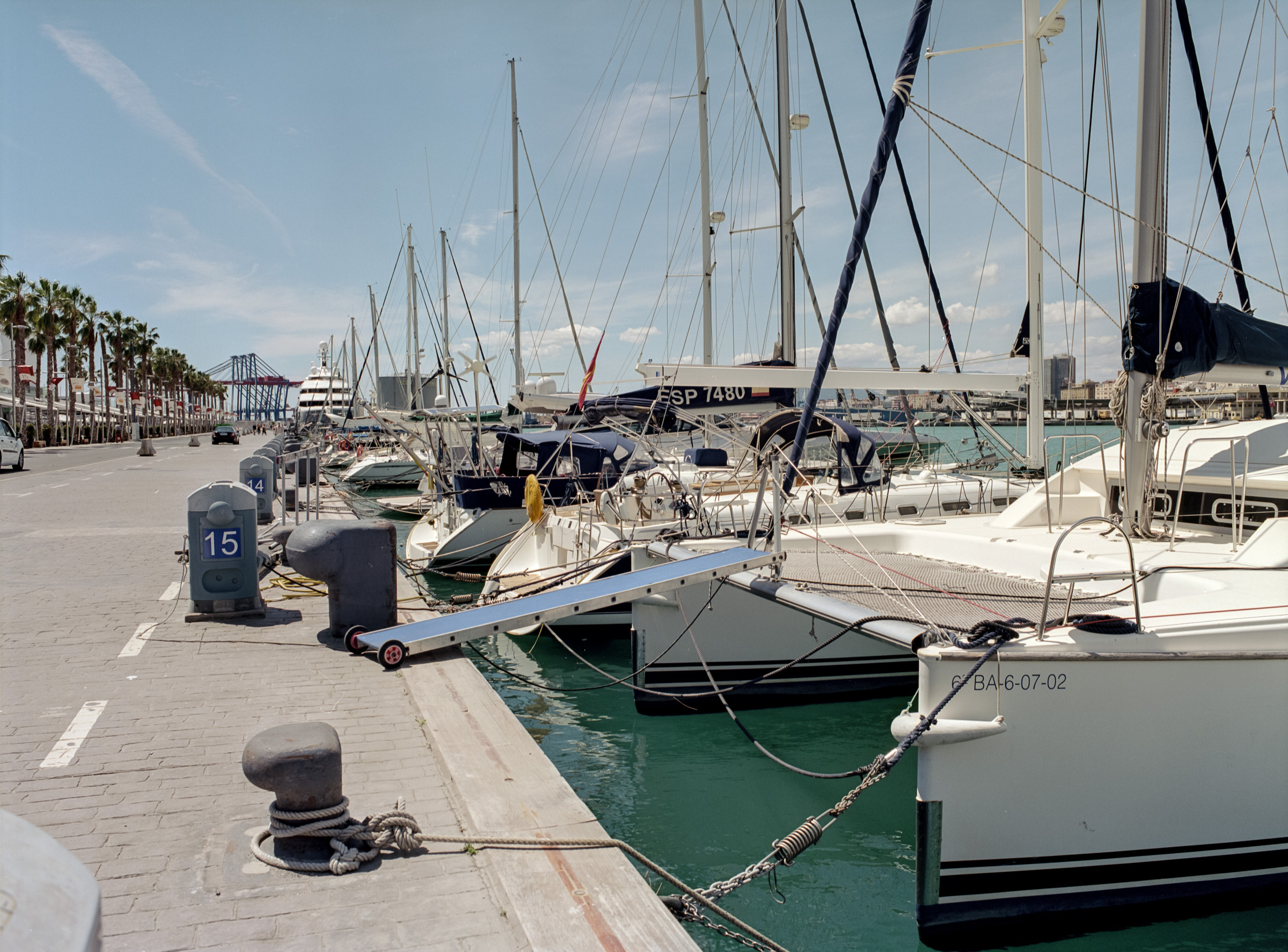
بندر مالاگا.

اسپانیا پس از چین دومین شبکه بزرگ قطار تندروی جهان و بزرگ‌ترین شبکه بزرگ قطار تندروی اروپا را در اختیار دارد. شبکه قطار تندروی اسپانیا در مجموع ۳۵۰۰ کیلومتر طول دارد که با سرعت ۳۰۰ کیلومتر در ساعت بین شهرهای مالاگا، سویا، مادرید، بارسلونا، والنسیا و وایادولید در تردد است. به‌طور میانگین شبکه قطار تندروی اسپانیا پر سرعت‌ترین شبکه قطار تندروی جهان است که پس از اسپانیا شبکه قطار تندروی ژاپن، شینکانسن و شبکه قطار تندروی فرانسه، ت ژ و در رده‌های بعدی قرار دارند. از نظر وقت‌شناسی قطار تندروی اسپانیا پس از ژاپن دوم است. (۹۸/۵۴٪ رسیدن به موقع) در صورتی که برنامه‌های جاه‌طلبانه گسترش شبکه قطار تندرو به ثمر بنشیند در سال ۲۰۲۰ (۱۳۹۸) طول این شبکه به ۷۰۰۰ کیلومتر خواهد رسید و تقریباً تمام شهرهای مهم در کمتر از سه الی چهار ساعت به مادرید دسترسی پیدا خواهند کرد. 

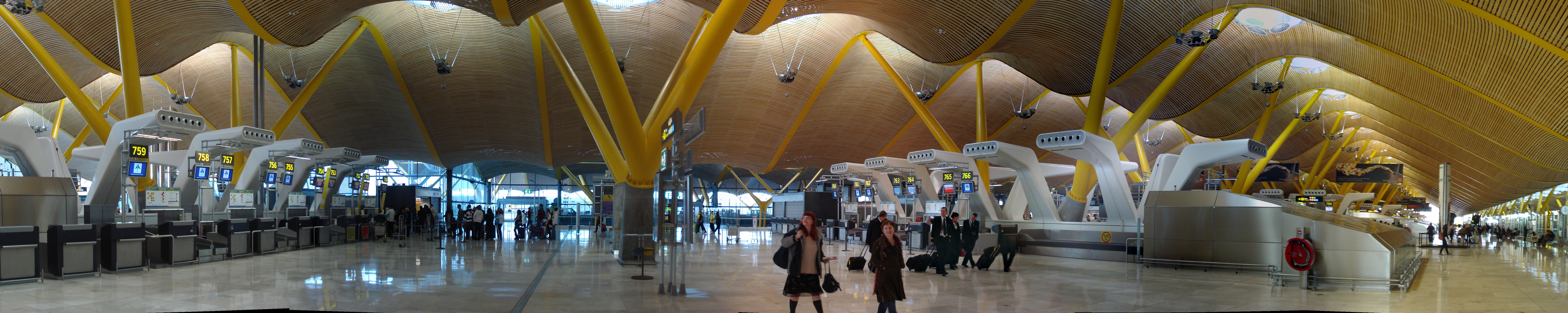
ترمینال فرودگاه مادرید

۴۷ فرودگاه در اسپانیا وجود دارد. پررفت‌وآمدترین آن‌ها فرودگاه مادرید-باراخاس است که با ۴۵ میلیون مسافر در سال ۲۰۱۲ نوزدهمین فرودگاه پررفت‌وآمدترین جهان و چهارمین در اروپا محسوب می‌شود. دیگر فرودگاه مهم این کشور فرودگاه بارسلونا-ال پرات می‌باشد که با ۳۵ میلیون مسافر در سال ۲۰۱۲ سی و چهارمین فرودگاه پررفت‌وآمدترین جهان محسوب می‌شود. دیگر فرودگاه‌های اصلی اسپانیا در شهرهای مایورکا (با ۲۳ میلیون مسافر)، مالاگا (با ۱۳ میلیون مسافر)، لاس پالماس (با ۱۱ میلیون مسافر)، آلیکانته (با ۱۰ میلیون مسافر) قرار دارند. سایر فرودگاه‌ها بین ۴ تا ۱۰ میلیون مسافر جابه‌جا می‌کنند و در شهرهای تنریف، والنسیا، سویا، بیلبائو، ایبیزا، لانزاروته و فوئرته‌ونتورا قرار دارند. ۳۰ فرودگاه دیگر نیز کمتر از ۴ میلیون مسافر در سال جابه‌جا می‌کنند.
دولت اسپانیا در نظر دارد تا سال ۲۰۱۴ (۱۳۹۳) یک میلیون خودروی برقی را به منظور مصرف بهینه انرژی وارد شبکه ترابری کند.

## جمعیت‌شناسی

هرم جمعیت اسپانیا

جمعیت اسپانیا بر اساس تخمین‌های سال ۲۰۲۰ حدود ۴۶/۷ میلیون نفر است. تراکم جمعیت اسپانیا ۹۲ نفر در هر کیلومتر مربع می‌باشد که از بیشتر کشورهای اروپای غربی کمتر است. پراکنش جمعیت اسپانیا بسیار نابرابر می‌باشد. به جز مادرید و حومه آن بیشتر جمعیت در مناطق ساحلی زندگی می‌کنند. جمعیت اسپانیا در سال ۱۹۰۰ (۱۲۷۸) برابر با ۱۸ میلیون نفر بود که تاکنون دو برابر شده است. بیشتر رشد جمعیت مربوط به دهه ۱۹۶۰ تا ۱۹۷۰ است. در ۱۹۸۰ نرخ تولد رو به کاهش گذاشت و نرخ رشد جمعیت نیز کاهش یافت اما جمعیت باز هم رو به فزونی نهاد که دلیل آن بازگشت اسپانیایی‌هایی بود که در دهه ۱۹۷۰ به دیگر کشورهای اروپایی مهاجرت کرده بودند. در سال‌های اخیر نیز با وجود کاهش نرخ تولد به دلیل ورود خیل عظیم مهاجران که هم‌اکنون ۱۲٪ جمعیت را تشکیل می‌دهند؛ جمعیت رو به فزونی بوده است. بیشتر مهاجران ساکن در اسپانیا اهل آمریکای لاتین (۳۹٪)، آفریقای شمالی (۱۶٪)، اروپای شرقی (۱۵٪) و آفریقای سیاه هستند. در سال ۲۰۰۳ (۱۳۸۳) دولت اسپانیا با اجرای طرح سه‌ماهه عفو عمومی به عده مشخصی از افراد بیگانه فاقد مدرک، اقامت قانونی اعطا کرد.
در سال ۲۰۰۸ (۱۳۸۶) به ۸۴٬۱۷۰ نفر در اسپانیا تابعیت داده شد که بیشتر آن‌ها اهل اکوادور، کلمبیا و مراکش بودند. بخش قابل ملاحظه‌ای از اتباع خارجی ساکن در اسپانیا از دیگر کشورهای غربی و مرکزی اروپا آمده‌اند و بیشتر آن‌ها بریتانیایی، فرانسوی، آلمانی، هلندی و نروژی هستند و بیشتر در مناطق ساحلی مدیترانه و جزایر بالئاری به گذران دوره بازنشستگی مشغول هستند.
جمعیت قابل توجهی از اسپانیایی‌تبارها در سایر نقاط جهان به ویژه در آمریکای لاتین زندگی می‌کنند. با آغاز قرن پانزدهم جمعیت زیادی از ایبریایی‌ها وارد آمریکای لاتین شدند. امروزه بیشتر سفیدپوستان آمریکای لاتین ریشه‌ای از اسپانیا و پرتغال دارند.

### مناطق شهری

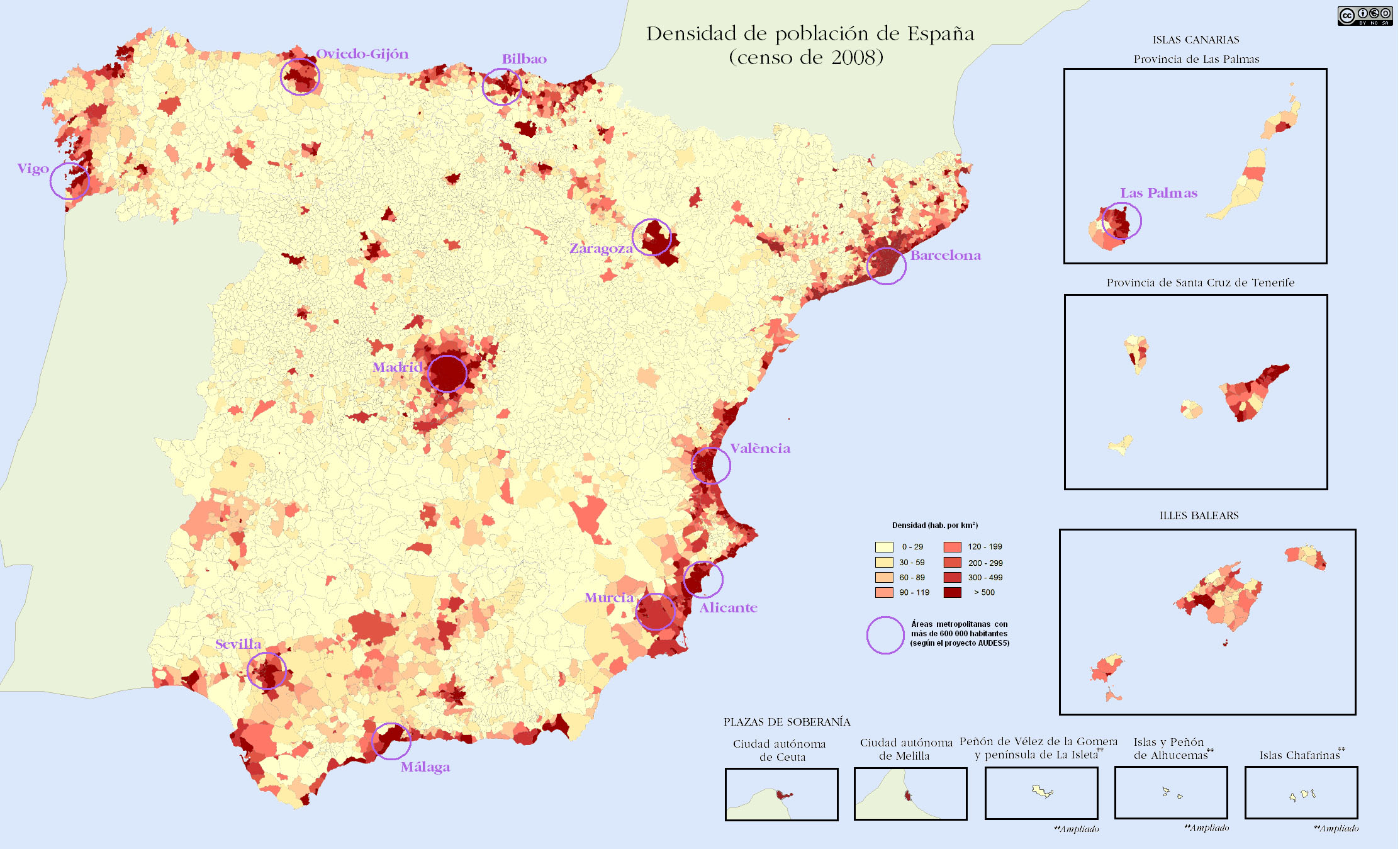
پراکندگی جمعیت کشور اسپانیا

| رده | منطقه شهر        | بخش خودمختار | استان      | جمعیت     |
| --- | ---------------- | ------------ | ---------- | --------- |
| ۱   | مادرید           | مادرید       | مادرید     | ۶٬۵۰۱٬۷۱۷ |
| ۲   | بارسلونا         | کاتالونیا    | بارسلونا   | ۵٬۵۱۱٬۱۴۷ |
| ۳   | والنسیا          | والنسیا      | والنسیا    | ۲٬۵۷۵٬۳۶۲ |
| ۴   | سویا             | اندلس        | سویا       | ۱٬۹۲۷٬۱۰۹ |
| ۵   | مالاگا           | اندلس        | مالاگا     | ۱٬۶۲۴٬۱۴۵ |
| ۶   | بیلبائو          | باسک         | بیسکای     | ۱٫۱۵۲٫۶۵۸ |
| ۷   | اویدو–خیخن–آبیلس | آستوریاس     | آستوریاس   | ۸۴۴٬۰۰۰   |
| ۸   | آلیکانته–الچه    | والنسیا      | آلیکانته   | ۷۹۳٬۰۰۰   |
| ۹   | لاس پالماس       | جزایر قناری  | لاس پالماس | ۷۵۰٬۰۰۰   |
| ۱۰  | ساراگوسا         | آراگون       | ساراگوسا   | ۷۳۰٬۰۰۰   |

### گروه‌های اقلیت

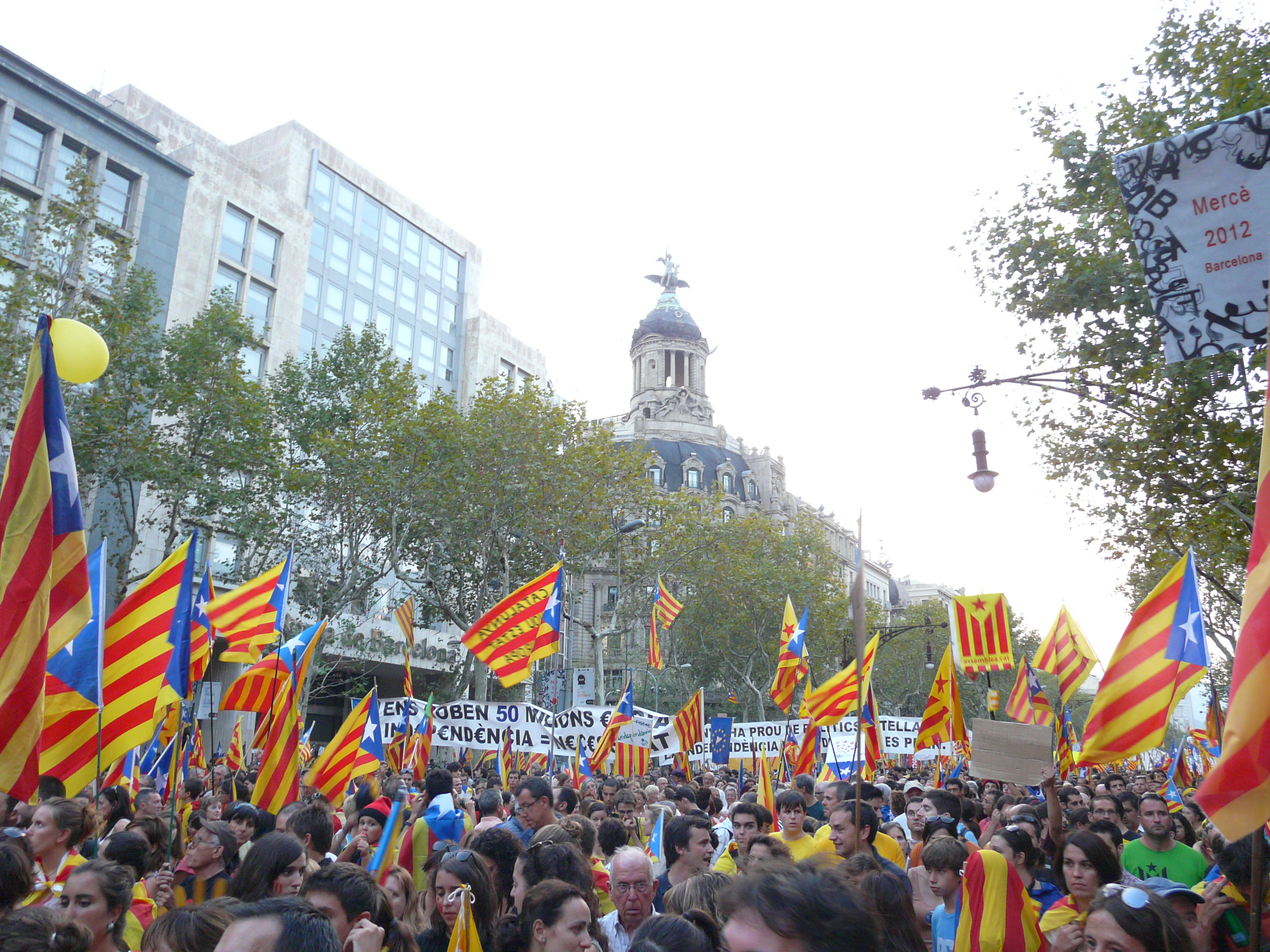
استقلال‌طلب‌های کاتالان

گروه‌های اقلیتی از مستعمرات سابق به ویژه آمریکای لاتین و آفریقای شمالی و همچنین شمار کمتری از کشورهای آفریقای سیاه در اسپانیا ساکن هستند. همچنین شمار قابل توجهی از مهاجران آسیایی به ویژه مهاجرانی از خاورمیانه، آسیای جنوبی و چین و جمعیتی بزرگی از مهاجران بریتانیایی، آلمانی و فرانسوی در اسپانیا زندگی می‌کنند.
دیگر گروه اقلیتی بزرگ در اسپانیایی‌ها کولیها هستند که از قرن شانزدهم بدین سو وارد اسپانیا شده‌اند. جمعیت کولی‌ها در حدود ۷۰۰٬۰۰۰ نفر تخمین زده می‌شود.

### مهاجرت

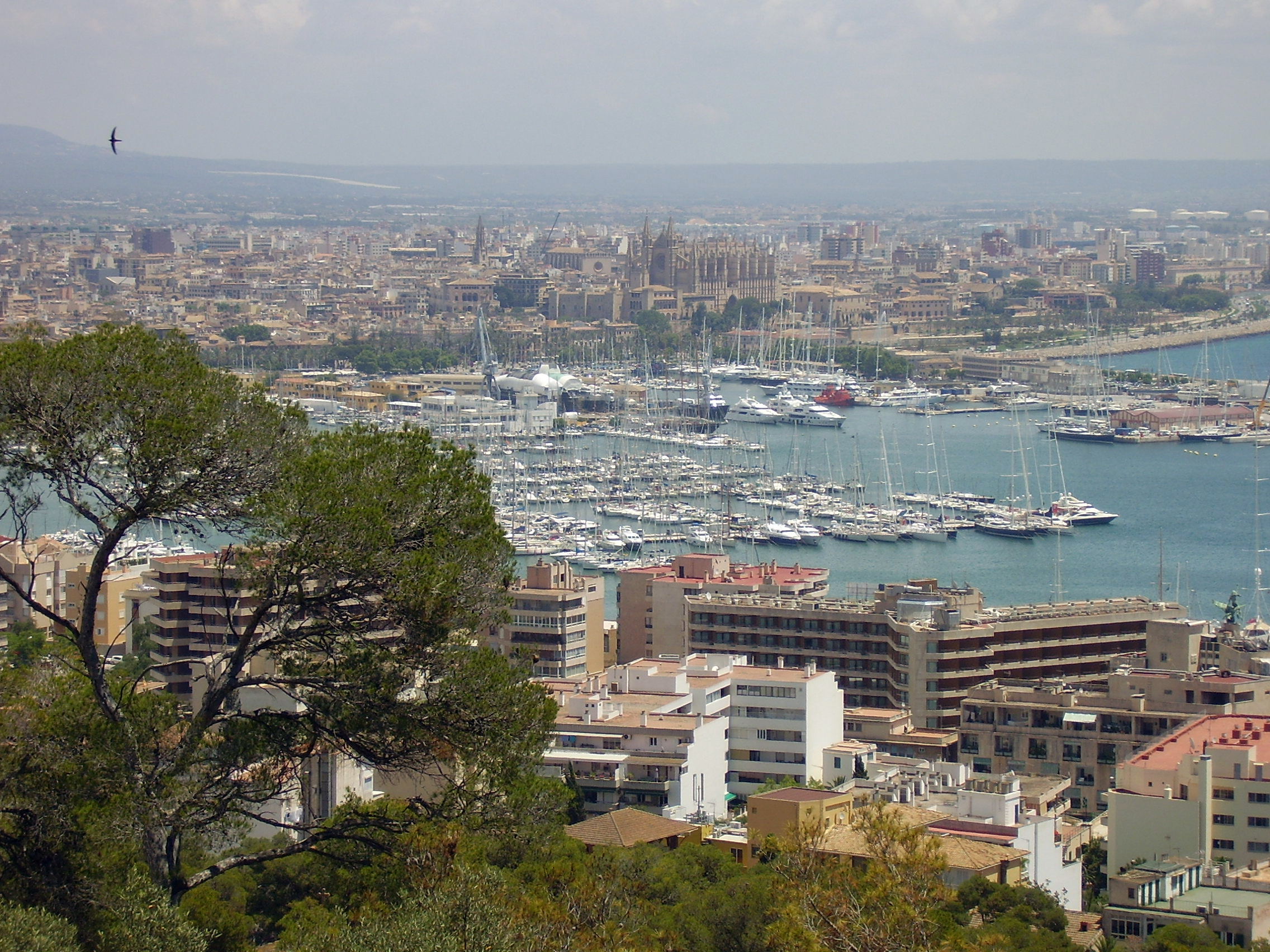
شهر پالما د مایورکا جایی که جمعیت قابل توجهی از آلمانی‌ها در آنجا زندگی می‌کنند.

بر اساس آمارهای دولت اسپانیا در سال ۲۰۱۱ (۱۳۸۹) ۵/۷ میلیون خارجی معادل ۱۲/۲٪ از کل جمعیت اسپانیا در این کشور زندگی می‌کنند. بیش از ۸۶۰٬۰۰۰ رومانیایی، ۷۷۰٬۰۰۰ مراکشی، ۳۹۰٬۰۰۰ بریتانیایی و ۳۶۰٬۰۰۰ اکوادوری در اسپانیا ساکن هستند. دیگر گروه‌های خارجی شامل کلمبیایی‌ها، بولیویایی‌ها، آلمانی، ایتالیایی‌ها، بلغارها و چینی‌ها می‌باشند. بیش از ۲۰۰٬۰۰۰ مهاجر از کشورهای آفریقای سیاه به ویژه از کشورهای نیجریه و سنگال در اسپانیایی زندگی می‌کنند. از سال ۲۰۰۰ (۱۳۷۸) بدین سو اسپانیا با رشد بالای جمعیت حاصل از موج مهاجرت روبرو بوده است. هجوم ناگهانی مهاجران که هم‌اکنون نیز تا حدودی ادامه دارد به ویژه ورود غیرقانونی با قایق باعث بروز تنش‌های اجتماعی در اسپانیا شده است.
در بین کشورهای اروپایی اسپانیا پس از قبرس بالاترین نرخ مهاجرت را تا سال ۲۰۰۸ داشت به‌طوری‌که شمار مهاجران از رقم ۵۰۰٬۰۰۰ در سال ۱۹۹۶ (۱۳۷۴) به ۵/۲ میلیون نفر در سال ۲۰۰۸ (۱۳۸۶) رسید. این نرخ بالای مهاجرت به اسپانیا دلایلی دارد از جمله نزدیکی‌های فرهنگی با کشورهای آمریکای لاتین، موقعیت جغرافیایی این کشور، عدم استحکام مرزها، وجود بازار سیاه بزرگ و دوام و استحکام بخش‌های کشاورزی و ساختمانی که به نیروی کار ارزان نیاز دارد. یکی دیگر عوامل مهم مهاجرت به اسپانیا محبوبیت سواحل این کشور برای سایر اروپایی‌هاست. پیش از بروز بحران اقتصادی در اسپانیا فایننشال تایمز با انتشار گزارشی اعلام کرد که اسپانیا محبوب‌ترین مقصد برای شهروندان اروپایی غربی به منظور مهاجرت یا کار است.

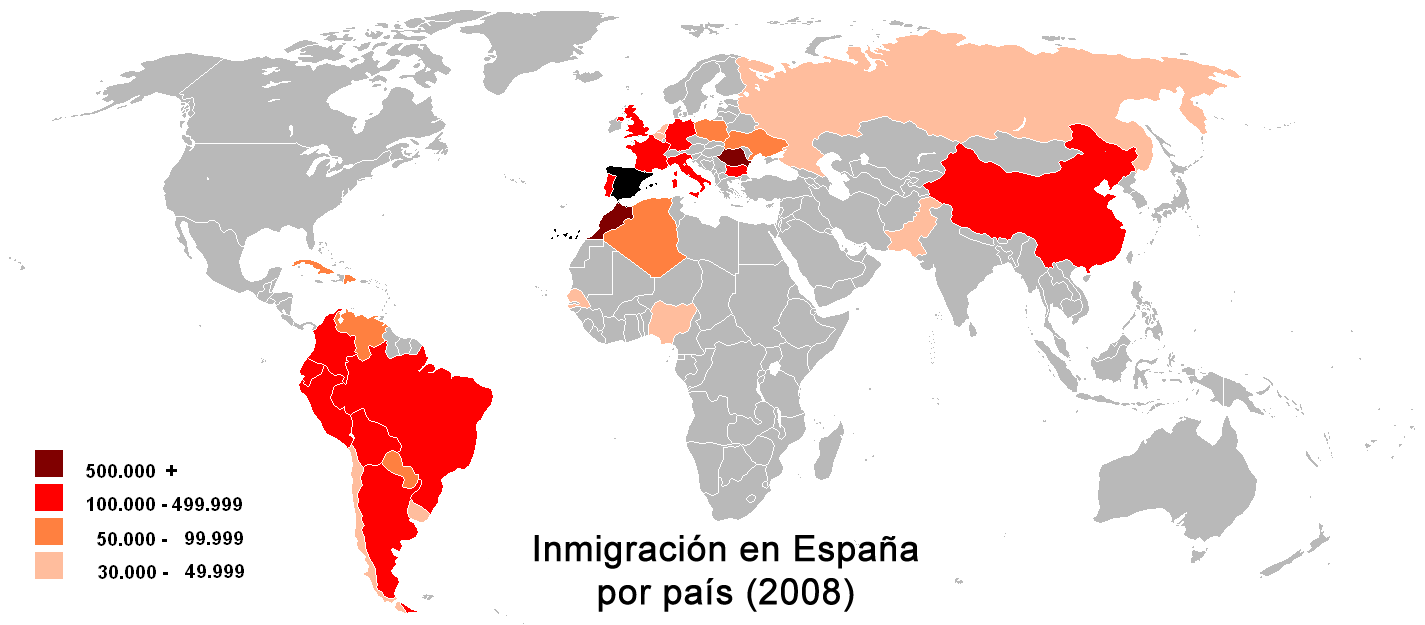
مهاجرت به اسپانیا بر پایه کشور (۲۰۰۸)

در سال دولت اسپانیا «برنامه بازگشت داوطلبانه» را اجرا کرد که طی آن مهاجران بی‌کاری که اهل کشورهایی به غیر از کشورهای اتحادیه اروپا بودند می‌توانستند به کشورشان بازگردند و مشوق‌هایی نیز دریافت کنند. مشوق‌هایی مانند دریافت مزایای بی‌کاری و اجازه انتقال دریافتی‌های خود از نهادهای اجتماعی و دولتی به کشورشان. این برنامه با موفقیت چندانی روبرو نشد و در دو ماه تنها ۱۴۰۰ مهاجر از این برنامه استفاده کردند. کاری که این طرح‌ها و طرح‌های دیگر برای تشویق مهاجران به خروج از اسپانیا نتوانست انجام دهد توسط بحران اقتصادی و با اوج‌گیری آن طی سال‌های ۲۰۱۱ و ۲۰۱۲ انجام شد و ده‌ها هزار مهاجر به خاطر نبود کار کشور را ترک کردند. تنها در سال ۲۰۱۱ نیم میلیون نفر اسپانیا را ترک کردند. برای نخستین بار در قرن بیست و یکم نرخ خالص مهاجرت در اسپانیا منفی شد و ۹۰٪ افرادی که کشور را ترک کردند مهاجران خارجی بودند.

### زبان
| اسپانیایی زبان رسمی است و در تمام کشور به کار برده می‌شود کاتالانی/والنسیایی زبان رسمی منطقه‌ای باسکی زبان رسمی منطقه‌ای گالیسی زبان رسمی منطقه‌ای | اکسیتان زبان رسمی منطقه‌ای آستوری به رسمیت شناخته شده آراگونی به رسمیت شناخته شده |

زبان‌ها اسپانیا

اسپانیا کشوری چندزبانه است. بر طبق قانون اساسی اسپانیا از حقوق انسانی، فرهنگ، رسوم و زبان تمام مردم اسپانیا محافظت خواهد کرد.
اسپانیایی یا اسپانیولی (در قانون اساسی به نام کاستیلی ذکر شده است) زبان رسمی تمام کشور به حساب می‌آید و طبق قانون وظیفه و حق هر اسپانیایی است که این زبان را بیاموزد. بر طبق قانون اساسی تمام زبان‌های دیگر اسپانیا نیز در مناطقی به کار برده می‌شوند رسمی به حساب می‌آیند.
دیگر زبان‌های رسمی در اسپانیا عبارتند از:
- زبان باسکی در باسک و ناوارا؛
- زبان کاتالان در کاتالونیا و والنسیا که در والنسیا گونه متمایزی از کاتالانی یعنی گویش والنسیایی به رسمیت شناخته شده است؛
- زبان گالیسی در گالیسیا

از نظر درصد گویشوران زبان باسکی ۲٪، کاتالانی و والنسیایی ۱۷٪ و گالیسی ۷٪ کار برد دارد.
در کاتالونیا یک لهجه محلی از زبان اکسیتان به نام آرانسی از سال ۲۰۰۶ به رسمیت شناخته شده است که فقط ۶۷۰۰ گویشور دارد. شهر اسپانیایی ملیلیه در شمال آفریقا زبان ریفیان توسط بخش قابل توجهی از ساکنان به کار برده می‌شود.

### دین
| ادیان در اسپانیا                | ادیان در اسپانیا | ادیان در اسپانیا | ادیان در اسپانیا | ادیان در اسپانیا |
| ------------------------------- | ---------------- | ---------------- | ---------------- | ---------------- |
|                                 |                  |                  |                  |                  |
| مسیحیت کاتولیک                  | مسیحیت کاتولیک   |                  | ۷۰٫۹٪            | ۷۰٫۹٪            |
| بی‌دین                           | بی‌دین            |                  | ۲۴٫۶٪            | ۲۴٫۶٪            |
| دیگر ادیان                      | دیگر ادیان       |                  | ۲٫۴٪             | ۲٫۴٪             |
| بی‌پاسخ                          | بی‌پاسخ           |                  | ۲٫۱٪             | ۲٫۱٪             |
| تمامی اعداد از × گرفته شده است. |                  |                  |                  |                  |

مسیحیت کاتولیک به مدت طولانی دین اصلی اسپانیا بود. اما بر طبق قانون دیگر هیچ دینی جایگاه رسمی در قانون ندارد. با این وجود مذهب کاتولیک تنها مذهبی است که به‌طور رسمی آموزش داده می‌شود. بر اساس مطالعات مرکز پژوهش‌های جامعه‌شناسی اسپانیا ۷۱٪ از مردم این کشور خود را مسیحی کاتولیک معرفی می‌کنند. همچنین ۲۴٪ مردم بی‌دین هستند (۹/۴٪ نیز هیچ اعتقاد به وجود خدا ندارند) و سایر مذاهب نیز ۲/۷٪ از جمعیت را تشکیل می‌دهند. بیشتر اسپانیایی‌ها به‌طور منظم در مراسم‌های مذهبی شرکت نمی‌کنند. پژوهشی در اینباره نشان می‌دهد که ۵۹٪ کسانی که خود را مذهبی می‌دانند به ندرت به کلیسا می‌روند، ۱۵٪ در طول یک سال تنها چند بار به کلیسا می‌روند، ۸٪ آن‌ها چند روز در ماه و ۱۴٪ دیگر هر یکشنبه یا چند بار در هفته در کلیسا حاضر می‌شوند.

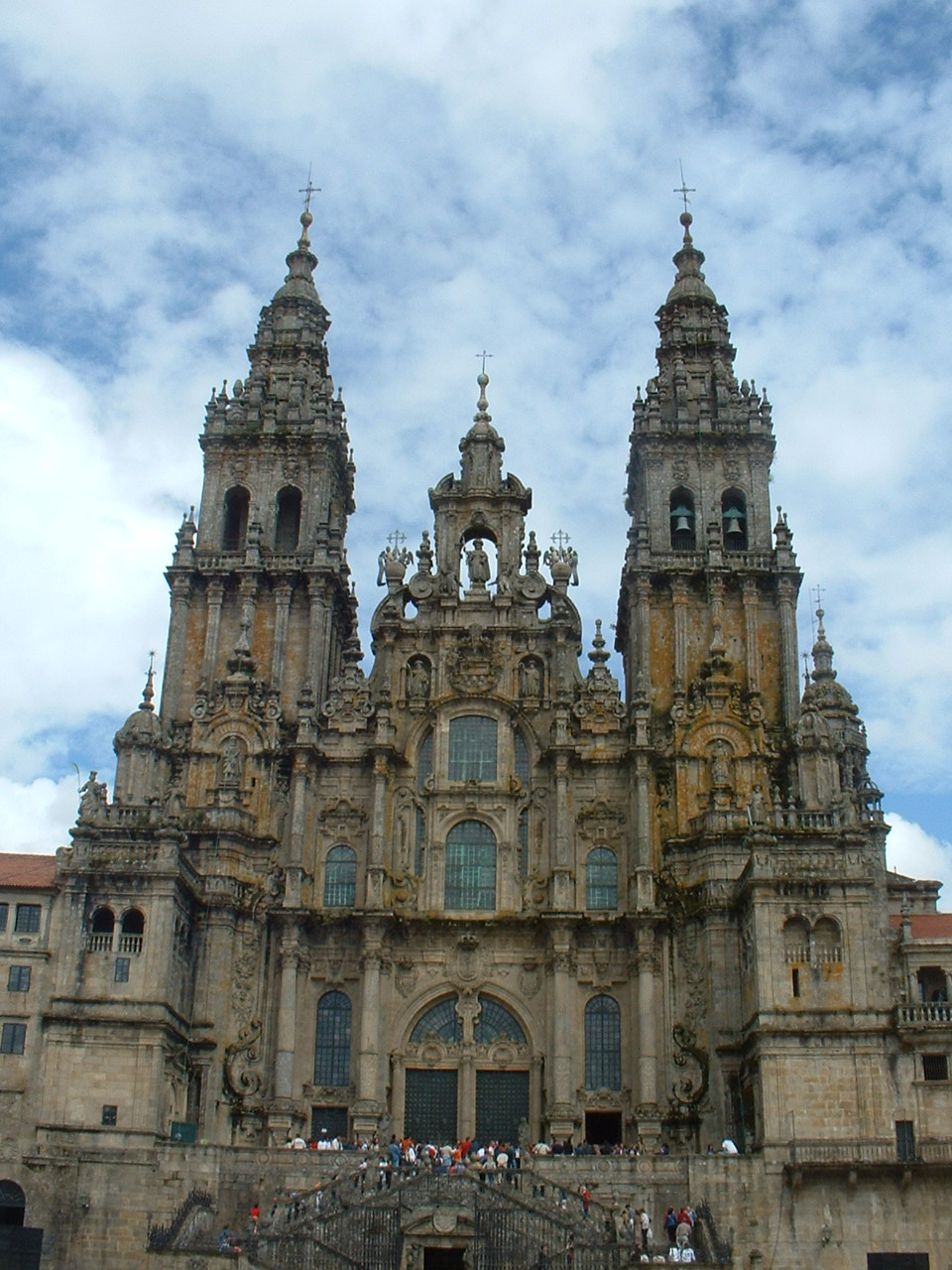
کلیسای جامع سانتیاگو د کمپوستلا، استان لاکرونیا؛ نقطه پایان مسیر سنت جیمز

در مجموع ۲۲٪ از تمام جمعیت اسپانیا دست کم یکبار در ماه در مراسم‌های مذهبی شرکت می‌جویند. این نشان‌دهنده تمایل هر چه بیشتر جامعه اسپانیایی به سمت سکولاریسم در چند دهه گذشته است. هر چند ورود مهاجران از آمریکای لاتین که به مسیحیت به شدت مقید هستند به احیای کلیسای کاتولیک کمک کرده است.
دیگر مذاهب مسیحیت نیز پیروانی دارند. کلیسای پروتستان دارای ۱٬۲۰۰٬۰۰۰ عضو می‌باشد. شاهدان یهوه دارای ۱۰۵٬۰۰۰ پیرو، کلیسای عیسی مسیح قدیسان آخر الزمان دارای ۴۶٬۰۰۰ پیرو می‌باشند.
بر اساس مطالعه انجام شده توسط اتحادیه جوامع اسلامی اسپانیا ۱٬۷۰۰٬۰۰۰ نفر با پیش‌زمینه مسلمان در اسپانیا ساکن هستند که ۳ تا ۴ درصد جمعیت را تشکیل می‌دهند. بخش عظیمی از آن‌ها را مهاجرانی از مراکش و سایر کشورهای آفریقایی تشکیل می‌دهند. بیش از ۵۱۴٬۰۰۰ نفر از آن‌ها دارای تابعیت اسپانیایی هستند. موج جدید مهاجرت به اسپانیا باعث افزایش شمار جمعیت هندوها، بودایی‌ها، سیکها و مسلمانان شده است. پس از اخراج مسلمانان از اسپانیا در سال ۱۴۹۲ مسلمانان برای قرن‌ها در اسپانیا حضور نداشتند. در اواخر قرن نوزدهم و پس از ورود استعمارگران اسپانیایی به شمال غرب آفریقا به‌شماری از ساکنان مسلمان مراکش و صحرای غربی تابعیت اسپانیایی اعطا شد. در سال‌های اخیر ورود مهاجرانی از مراکش و الجزایر باعث افزایش جمعیت مسلمانان شده است.
یهودیان پس از اخراجشان در سال ۱۴۹۲ تا قرن نوزدهم در اسپانیا حضور نداشتند. در قرن نوزدهم به یهودیان اجازه اقامت داده شد. هم‌اکنون ۶۲٬۰۰۰ نفر معادل ۰/۱۴ درصد از جمعیت یهودی هستند. بیشتر آن‌ها در طول قرن اخیر وارد اسپانیا شده‌اند اما برخی از آن‌ها نوادگان یهودیان قدیمی اسپانیایی هستند. بر طبق برخی براوردها تقریباً ۸۰٬۰۰۰ یهودی پیش از تفتیش عقاید در اسپانیا زندگی می‌کردند.

## فرهنگ
از نظر فرهنگی اسپانیا یک کشور غربی است. به خاطر وجود جنبه‌های قدرتمندی از میراث فرهنگی روم در تمام زوایای زندگی اسپانیایی‌ها، اسپانیا کشوری لاتین به حساب می‌آید. با این حال فرهنگی
اسپانیایی به خاطر تاریخ و قدمت طولانی این کشور از جنبه‌های گوناگون از هنر گرفته تا کشاورزی تا آشپزی و موسیقی تحت تأثیر دیگر کشورهای اروپایی و کشورهای مدیترانه‌ای بوده است.
۴۴ مکان تاریخی و فرهنگی در اسپانیا در فهرست میراث جهانی یونسکو قرار دارند. اسپانیا از نظر تعداد میراث فرهنگی مورد حمایت یونسکو پس از ایتالیا و چین در رده سوم جهان قرار دارد.
- ادبیات اسپانیا
- آندره سگوویا
- فلامنکو

### هنر
هنرمندان اسپانیایی تأثیرات به سزایی بر پیشرفت جنبش‌های هنری گوناگون اروپا داشته‌اند. البته هنر اسپانیایی به دلیل گوناگونی‌های تاریخی، جغرافیایی تأثیر زیادی نیز پذیرفته است. میراث مورها در اسپانیا به ویژه در آندلس هنوز مشهود است.
در زمینه نقاشی آثاری از ال گرکو، خوسپه دی ریبرا و فرانسیسکو دی زورابان که مربوط به دوران طلایی می‌باشند یافت شده‌اند. همچنین در دوران بارکو، دیگو ولاسکز چندین اثر مشهور اسپانیایی از جمله بانوان و لاس هیلاندراس را خلق کرد.
نقاشی‌های فرانسیسکو گویا مربوط به دوره جنگ استقلال اسپانیا بسیار چشمگیر است. در سبک امپرسیونیسم خواکین سورولا و همچنین در مدرنیسم پابلو پیکاسو، سالوادور دالی، خوان گری و خوان میرو نقاشان مطرح اسپانیایی به حساب می‌آیند.

### سینما
در طول تاریخ سینمای اسپانیا لوئیس بونیوئل نخستین کسی بود که در عرصه جهانی شناخته شد. پس از او پدرو آلمودوار در دهه هشتاد میلادی توجهات را به سوی خود جلب کرد. همچنین سینمای اسپانیا در طول تاریخ خود توسط کارگردانانی چون سگوندو دی چومون، فلورین ری، لوئیس گارسیا برلانگا، کارلوس سائورا، خولیو مدم، آلخاندرو آمنابار و برادران تروبا به موفقیت بین‌المللی دست یافته است. در سال‌های اخیر نیز سینمای اسپانیا به موفقیت‌های بین‌المللی از جمله دریافت جایزه اسکار توسط فیلم‌های هزارتوی پن و بازگشت دست یافته است. بازیگرانی اسپانیایی چون سارا مونتیل و پنلوپه کروز جز ستارگان هالیوودی به حساب می‌آید.

### معماری
معماری اسپانیایی به سبب گوناگونی‌های تاریخی و جغرافیایی در طول تاریخ تأثیرات زیادی پذیرفته است. شهر کوردوبا که توسط رومی‌ها و با معماری رومی‌وار ساخته شده بعدها با ورود مسلمانان و ساخت بناهایی با معماری عربی در دوره امویان از نمونه‌های بارز معماری اسپانیایی است. پس از اموی‌ها معماری عربی در دوره‌های بعدی حکومت‌های اسلامی به رشد خود ادامه داد و در نهایت با حکومت نصریان که کاخ‌های مشهور خود را در گرانادا بنا نهادند به پایان رسید. در دوره بین قرون ۱۲ تا ۱۷ میلادی و پس از آشنایی اروپاییان با سبک، الگو و عناصر معماری عربی سبکی به نام سبک معماری مُدَجَّنی شکل گرفت.
همزمان پادشاهی‌های مسیحی کم‌کم پدید آمدند و سبک معماری آن‌ها به مرور گسترش پیدا کرد. این سبک که سبک معماری پیش از روم بود برای مدتی در اوایل قرون جدید از تأثیر نفوذ جریان‌های معماری معاصر در اروپا در امان ماند و معماران اسپانیای مسیحی بعدها سبک‌های معماری معماری گوتیک و رومی را با هم درآمیختند. پس سبک گوتیک در سراسر قلمروی اسپانیا به طرز شگفت‌آوری رشد و گسترش یافت.

### موسیقی و رقص
خارج از اسپانیا موسیقی اسپانیایی با فلامنکو هم ارز در نظر گرفته می‌شود. فلامنکو یک سبک موسیقی متعلق به غرب منطقه آندلس اسپانیا است که برخلاف دیدگاه عموم در دیگر نقاط اسپانیا مرسوم نیست. سبک‌های دیگری از موسیقی بومی در دیگر نقاط نیز رایج است. در زمینه موسیقی کلاسیک آهنگسازان برجسته‌ای چون ایساک آلبنیس، مانوئل د فایا، انریکه گرانادوس و خوانندگانی همانند پلاسیدو دومینگو، خوزه کارراس، مونتسرات کابایه، آلیسیا د لاروچا، آلفردو کرائوس، پابلو کاسالس، ریکاردو وینیاس، خوزه ایتوربی، پابلو دو ساراساته، یوردی ساوای و ترزا برگانزا اهل اسپانیا هستند. در این کشور بیش از چهل ارکستر حرفه‌ای وجود دارد از جمله ارکستر ملی اسپانیا، ارکستر سمفونیک بارسلونا و ارکستر سمفونیک مادرید و همچنین خانه‌های اپرای بزرگی چون تئاتر سلطنتی، تئاتر لوسیو و قصر هنر ملکه سوفیا در اسپانیا فعال هستند.
هزاران هوادار موسیقی هر سال برای شرکت در جشنواره شناخته شده موسیقی تابستانه سونار؛ که در سبک‌های موسیقی پاپ و تکنو فعال است؛ به اسپانیا سفر می‌کنند. دیگر جشنواره موسیقی سالانه در اسپانیا جشنواره موسیقی بنیکاسیم است که موسیقی راک و رقص را اجرا می‌کند.
پرطرفدارترین ابزار موسیقی یعنی گیتار ریشه‌ای اسپانیایی دارد.

### آشپزی
آشپزی کاتالانی، که بهترین آن در بارسلون یافت می‌شوند، از آن دست جاذبه‌هایی است که گردشگران را از نقاط مختلف دنیا به این منطقه می‌کشاند. زعفران و زیره سبز در اکثر غذاهای این منطقه دیده می‌شوند. ترکیبی از خوراکی‌های سنتی و ادویه‌های مختلف سبک بارسلونی را به وجود می‌آورند: استفاده از خوراکی‌های دریایی و گوشت با سس زیاد تخصص آشپزان این منطقه است. شام وعده اصلی است.